# Porsche 911
Porsche 911 — задньо та повнопривідний спортивний автомобіль з «задньомоторною» (двигун за задньою віссю) компоновкою двигуна, що серійно виробляється компанією Porsche з 1964 року. В наш час компанія виробляє 16 модельних варіантів (модифікацій) базової 911-ї моделі, з 20 варіантами двигунів (потужністю від 355 до 520 к.с.). Історично базовим двигуном 911-ї моделі є 6-циліндровий «боксер»-мотор (опозитний двигун з кутом розбігу осей 180°). Основне виробництво розташоване на заводі Porsche в Штутгарт.

## Porsche 911 I (1963—1989)

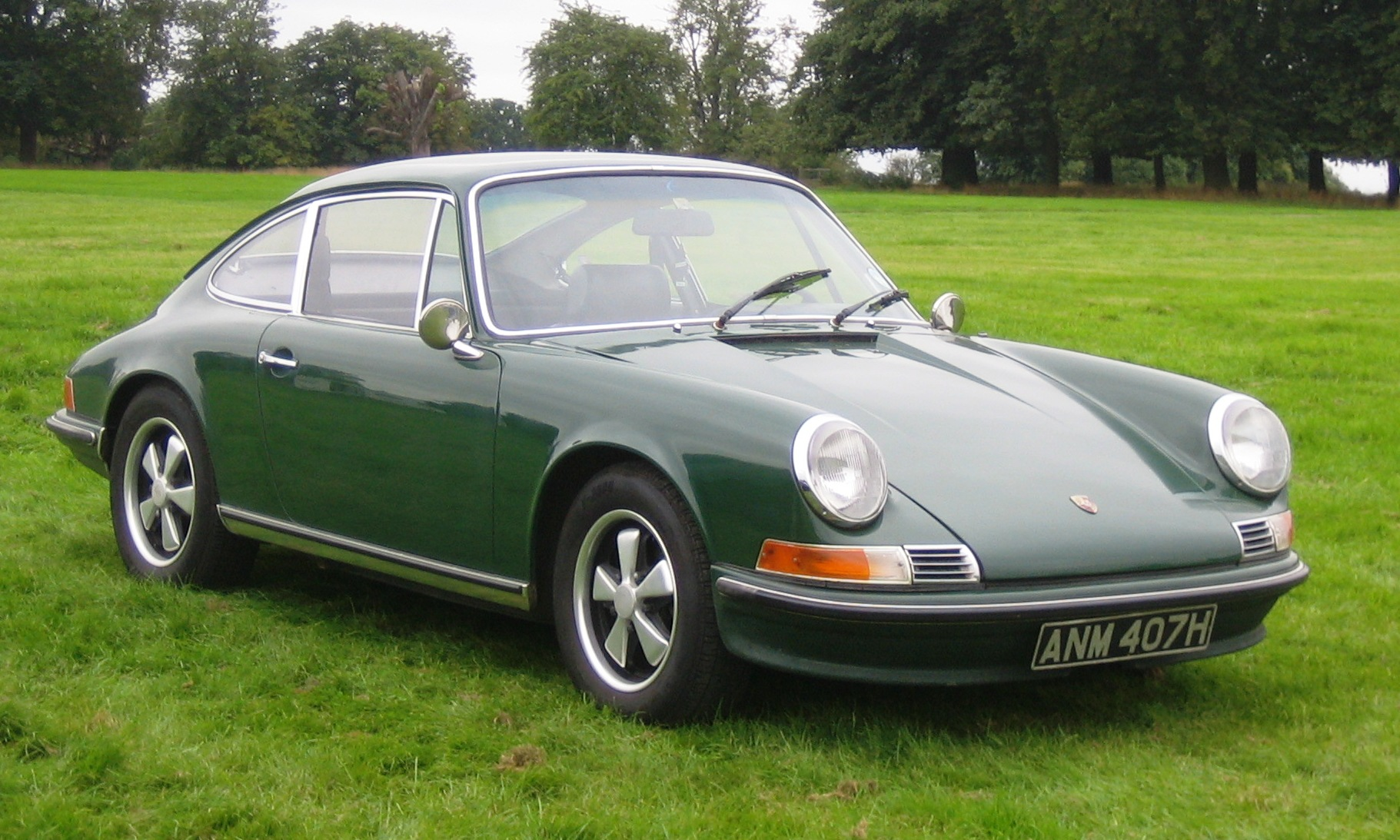
Porsche 911 E

### (901)
Історія Porsche 911 почалася в 1963 році, коли її вперше показали на автомобільній виставці у Франкфурті. Тоді ніхто не передбачав, що цей автомобіль протримається на конвеєрі 50 з гаком років і перетвориться на культ і легенду всіх часів і народів. Спочатку назва була іншою. Модель називалася Porsche 901, проте вибухнув скандал з фірмою Peugeot, яка пред'явила права на назви моделей з нулем у середині. У Porsche сперечатися не стали і просто замінили «0» на «1». Так з'явилася відома тепер назва «911» — тобто, це упертий задньопривідний задньомоторний автомобіль, що прийшов на зміну моделі Porsche 356.

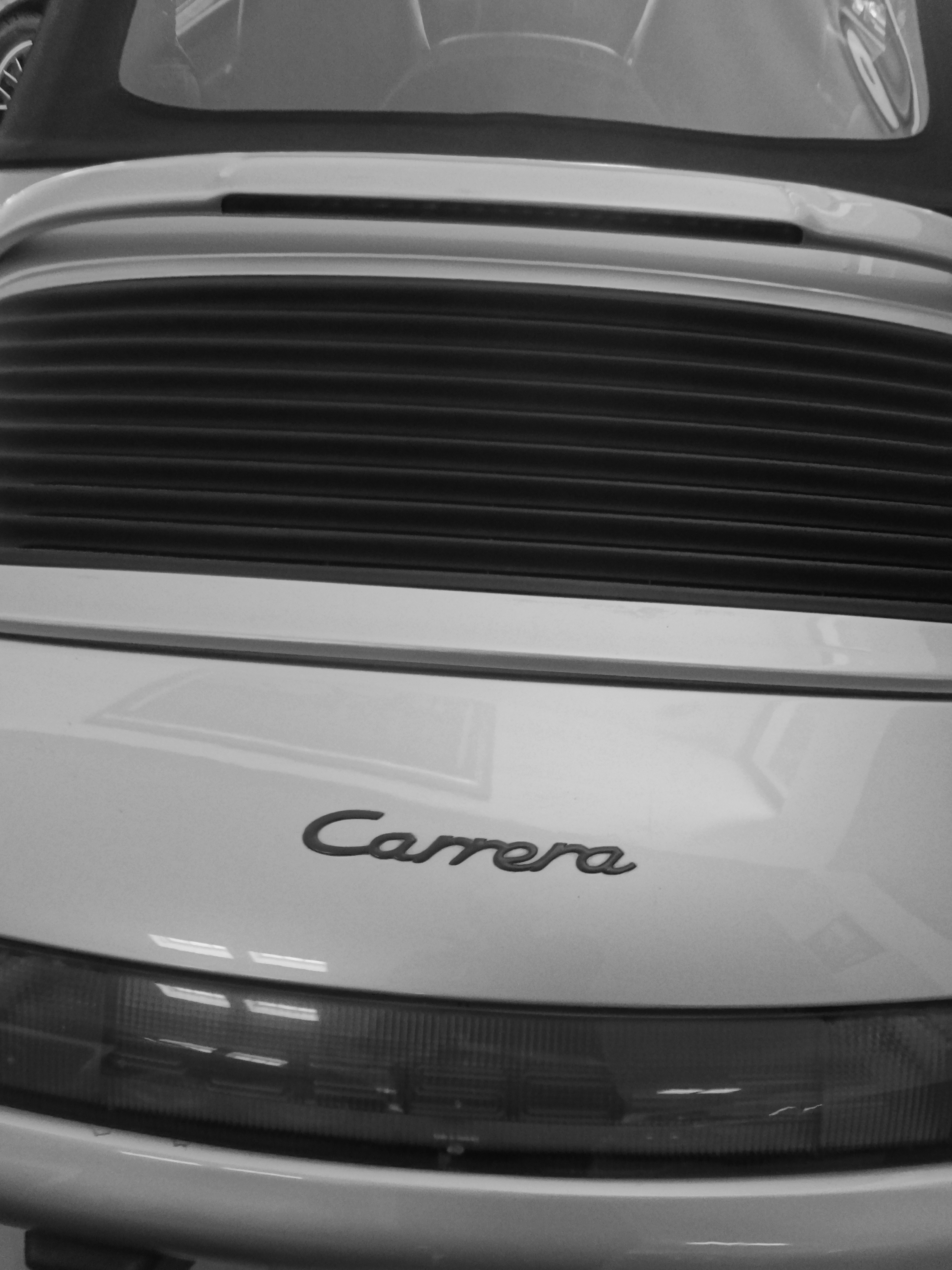
Porsche Carrera

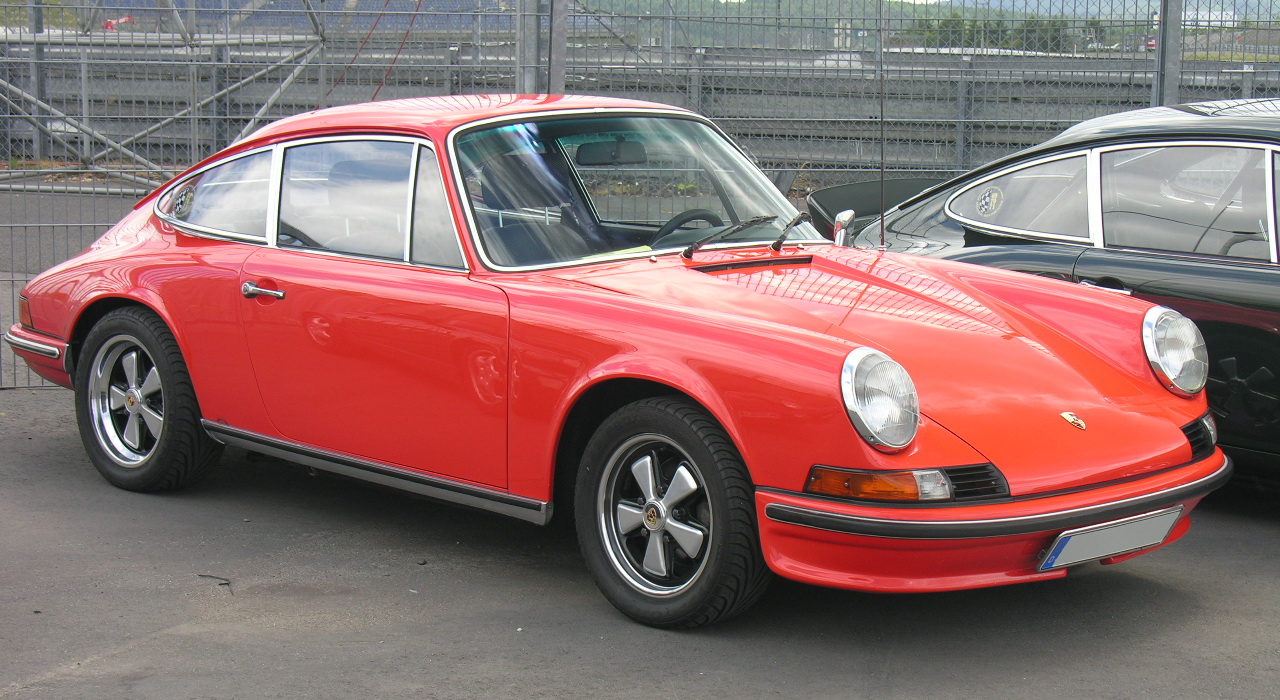
Porsche 911 S

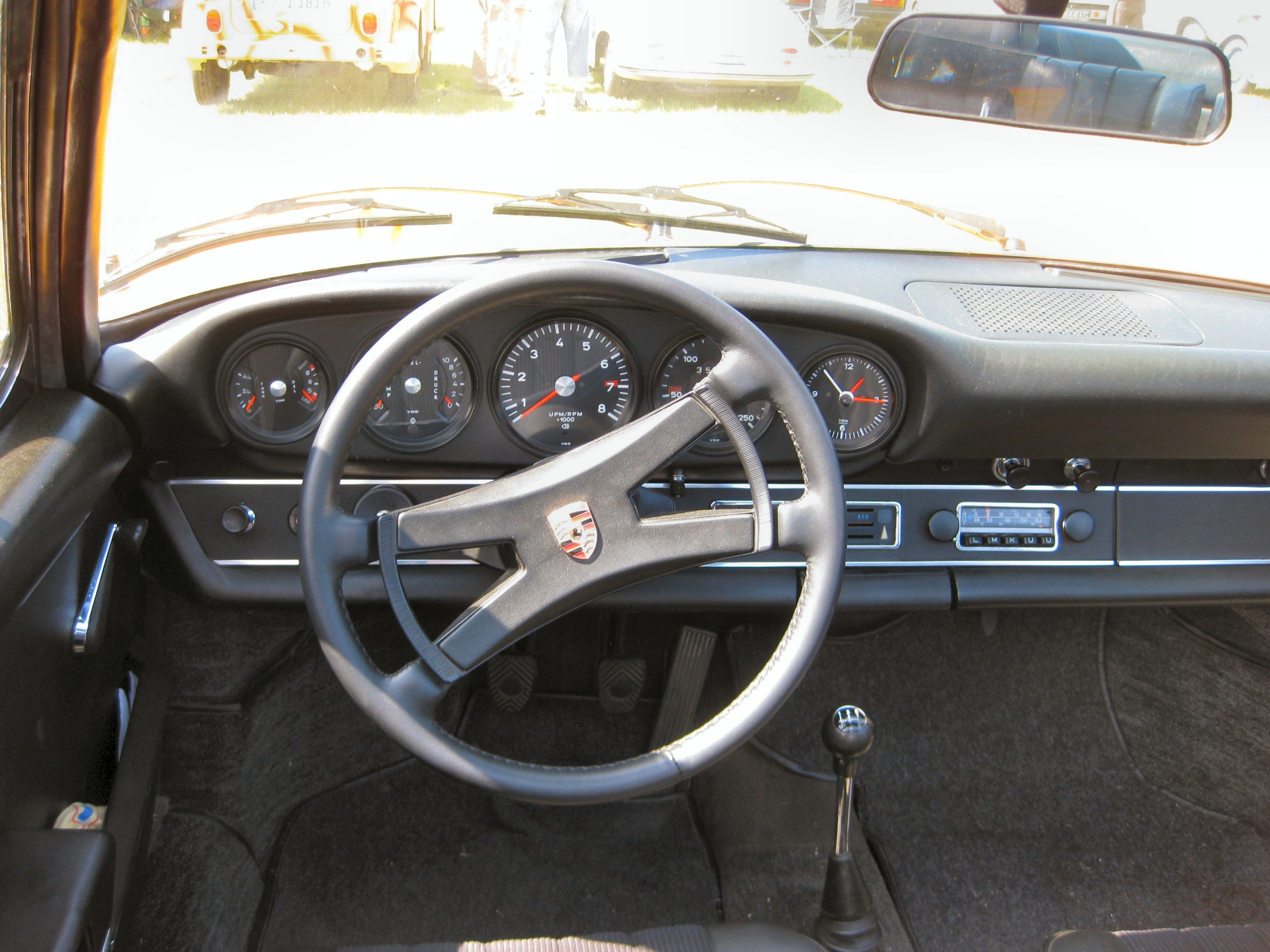

Своєю простою формою модель 911 ще нагадувала про стиль і якість попередниці. Але Феррі Порше поставив перед розробниками і конструкторами чітке завдання: новий автомобіль повинен бути більшим і бути потужнішим. Нові рішення очікувалися і щодо комфорту. Автомобіль не просто повинен стрімко мчати по асфальту, а мати просторий салон і більш місткий багажник. Останній проект автомобіля ще нагадував на перший погляд про модель 356, але фактично в ньому відбулися глобальні зміни. Більш тонкі двері і велика площа вікон сприяли відчуттю більшого простору. База автомобіля стала на 15 см довшою. Це давало більше місця і дозволяло також оптимізувати шасі. Модифікація перших років випуску оснащувалася 2 літровим 6-циліндровим опозитним двигуном потужністю 130 кінських сил. Заявлена максимальна швидкість становила 210 км/год. Прискорення від 0 до 100 км/год протягом 8,5 секунд. Силовий агрегат здебільшого був зроблений з алюмінію, щоб не підвищувати загальну вагу автомобіля. З автомобільного спорту були запозичені: мастильна система двигуна, з сухим картером і розподільні вали для кожного ряду циліндрів, розташовані зверху. Разом з ручною 5-ступінчатою коробкою передач (перша передача зліва внизу) система приводу давала можливість забезпечити кращу передачу потужності на колеса. Новинка з'явилася і в підвісці коліс: попереду були вбудовані компактні амортизаційні стійки, завдяки чому в багажнику звільнилося місце. Ззаду міст з хитними півосями моделі 356 був замінений діагональними важелями підвіски. Новими у моделі 911 стали ще й рульове керування з рейковим механізмом, 15-дюймові сталеві колісні диски з вузькими 4,5-дюймовими шинами, а також дискові гальмівні механізми на всіх колесах. Всі ці переваги сприяли тому, що кожен водій бачив у новому Porsche 911 суперсучасний спортивний автомобіль.
У 1965 році на Франкфуртському автосалоні штутгартці показали незвичайний варіант кабріолета. Так з'явилася історична назва 911 Targa. Назву вибрали на честь знаменитих італійських перегонів Targa Florio, в яких Porsche мали успіх в ту пору. Крім того, одним зі значень цього італійського слова є «щит» — спочатку Porsche підносила 911 Targa як «перший безпечний кабріолет». За спинками передніх крісел відкритого Porsche 911 розташовувалася широка і, відверто кажучи, не витончена дуга безпеки. Прямо над головами пасажирів була встановлена знімна пластикова панель, а задні місця накривав м'який тент з пластиковим вікном. Заднє вікно з синтетичного матеріалу поєднувалося з дугою безпеки кузова за допомогою застібки-блискавки. Така конструкція збільшувала шум при русі, до того ж вона була зроблена з тонкого матеріалу. Цей недолік був усунутий в моделі 1969 року випуску, коли верх виготовили з пластмаси, а міцне (тверде) заднє вікно з формованого скла стало незнімним. 911 Targa втратила тим самим характер кабріолета, але салон став краще захищений від вологості і вітру. До речі, перший традиційний кабріолет на базі 911-ї з'явився тільки в 1983 році — майже на 20 років пізніше першої Targa.
У 1966 році з'явилася 911S (Super) з табуном в 160 к.с., що збільшило максимальну швидкість до 225 км/год. Розгін від 0 до 100 км/год став займати 8 секунд. Це було досягнуто завдяки більш спортивним розподільним валам з іншим профілем кулачків, більшому діаметру клапанів, модернізованим головкам циліндрів, більш високому ступеню стиску та карбюратору Вебер. Крім цього додатковий стабілізатор поперечної стійкості на задній осі і амортизатори від Коні покращили характеристики підвіски і врівноваженості автомобіля. Зовні дана версія досить слабко відрізнялася від Porsche 911, але виділялася 5-спицевими дисками з легованої сталі.
У 1967 році (з цього моменту пішла А-Series) з'явилася більш економна модифікація 911T (touring) потужністю всього 110 к.с. і чотириступінчастою КПП. Тоді ж стару версію «просто» 911 оснастили більш дорогим салоном і стали продавати під назвою 911L (luxurios).
У 1967 році Porsche представив ще одну версію дев'ятсот одинадцятої моделі — 911 R. Потужність двигуна була доведена до 210 к.с. при 8000 об.в хв. Всього було випущено 20 автомобілів цієї модифікації.
1968 (B-Series) модельний рік явив світові модифікацію E, яка просто замінила собою колишню 911L, тим не менш, було виділено фірмою Porsche як рік моделей модифікації B. Причиною тому серйозне збільшення потужності, завдяки системі впорскування палива від Bosch. Автомобіль модифікації Е володів потужністю в 140 к.с., а версія 911S — 170 к.с.
1970 ознаменувався збільшенням обсягу двигунів до 2,2 літра. Потужність також підросла — 125 к.с. у 911T, 155 к.с. у 911E, і 180 к.с. для самої потужної 911S. Остання мала граничну швидкість 236 км/год і розганялася від 0-100 км/год за 7 секунд. Серія цього модельного року називалася C-Series. Цікаво, що 911T комплектувалася старою 4-х ступінчастою коробкою, а ось E і S — новою п'ятиступінчастою коробкою.
У 1970 році представили 911 S Monte Carlo Prototype. Ця спортивна версія, зроблена на базі 911 S. Інженери Porsche постаралися зменшити масу автомобіля настільки, наскільки це було можливо. Крила і капот виготовили з легкого скловолокна, двері з алюмінію, а корпус з полегшеної сталі. Потужність двигуна становила 250 кінських сил. У 1970 році на перегонах Монте Карло автомобіль зайняв 2-е місце. А в 1997-му здобув перемогу у Гранд Прі Міннеаполіс, що проводиться серед класичних автомобілів.
1971 за традицією назвали D-Series, і об'єм двигуна збільшили до 2,4 літра.
У 1972 році модель 911S отримала свій останній і найістотніший лиск. З об'ємом двигуна 2,4 літра він мав максимальну потужність 190 к.с. Удосконаленою була і трансмісія, тепер можна було вибирати між чотирма і п'ятьма ступенями. Вперше під переднім буфером був вмонтований фронтальний спойлер, для стабілізації на високих швидкостях, у самого швидкісного 911. Модель 911S стала дуже елегантним спортивним автомобілем, який легко завойовував серця, і водій міг насолоджуватися їздою.

#### Двигуни
- 2.0 л Н6 110—170 к.с.
- 2.2 л Н6 125—180 к.с.
- 2.4 л Н6 130—190 к.с.

### (G-Series/930)

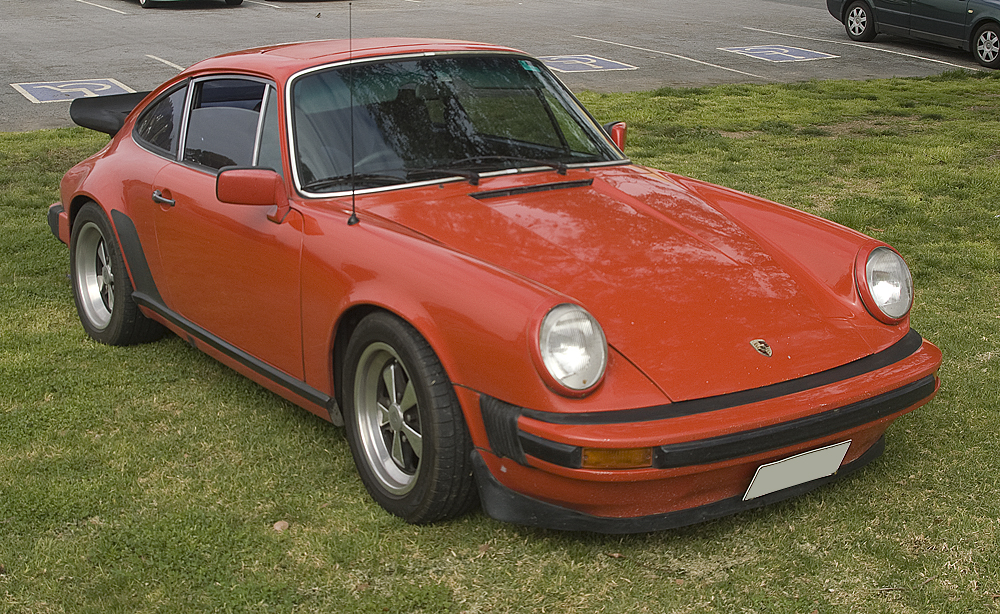
Porsche 911SC

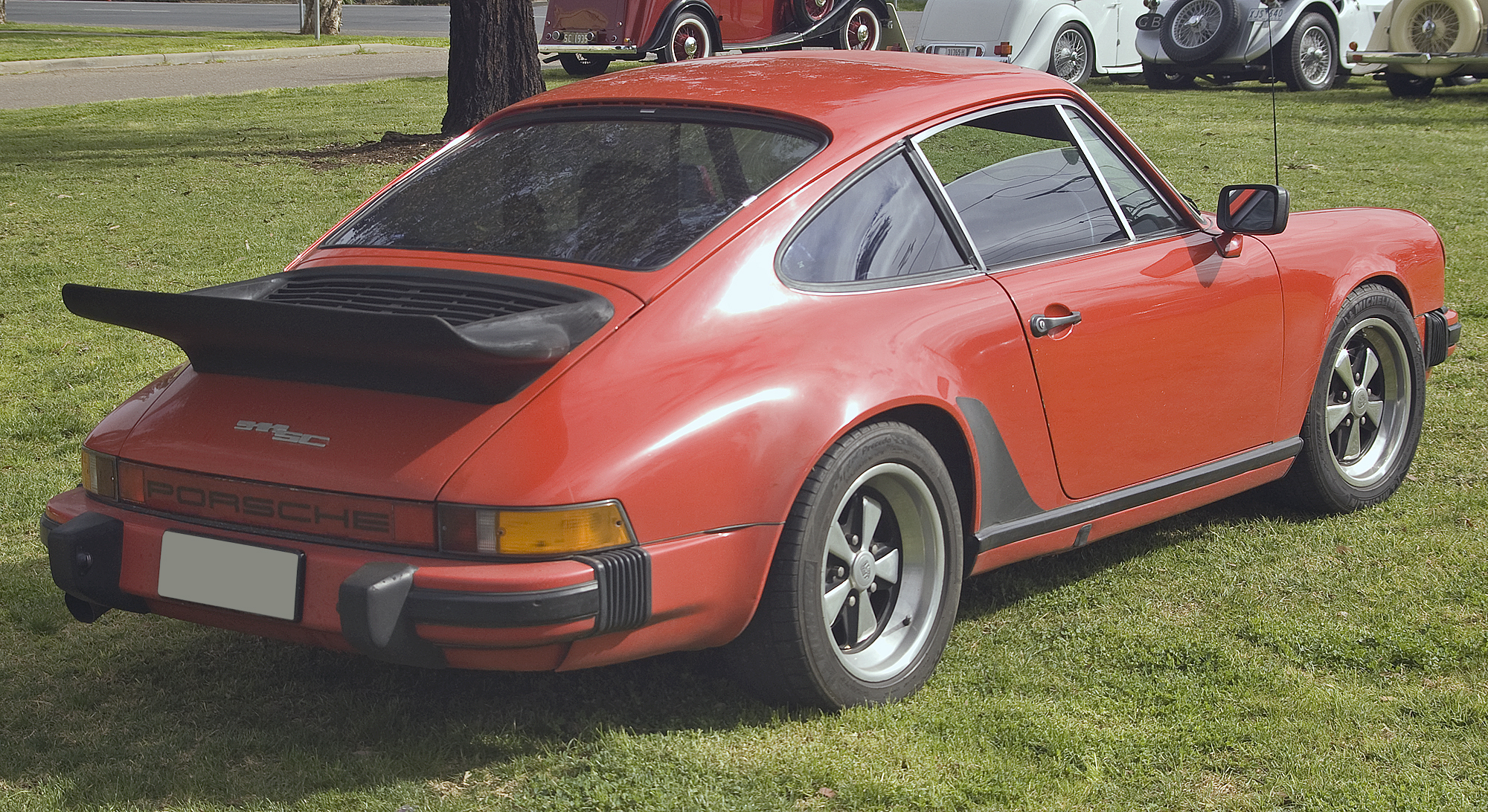
Porsche 911SC

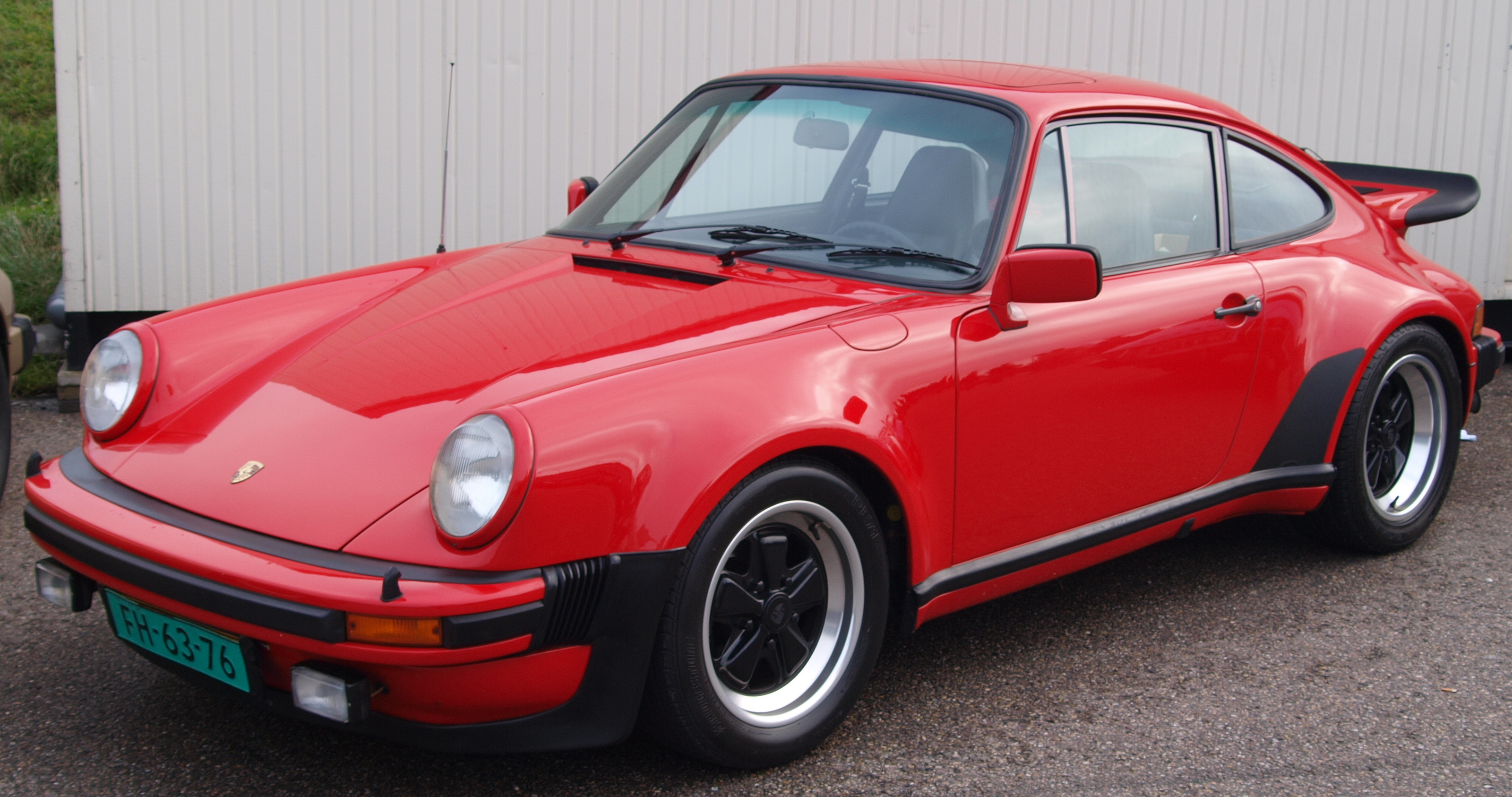
Porsche 911 Turbo (930)

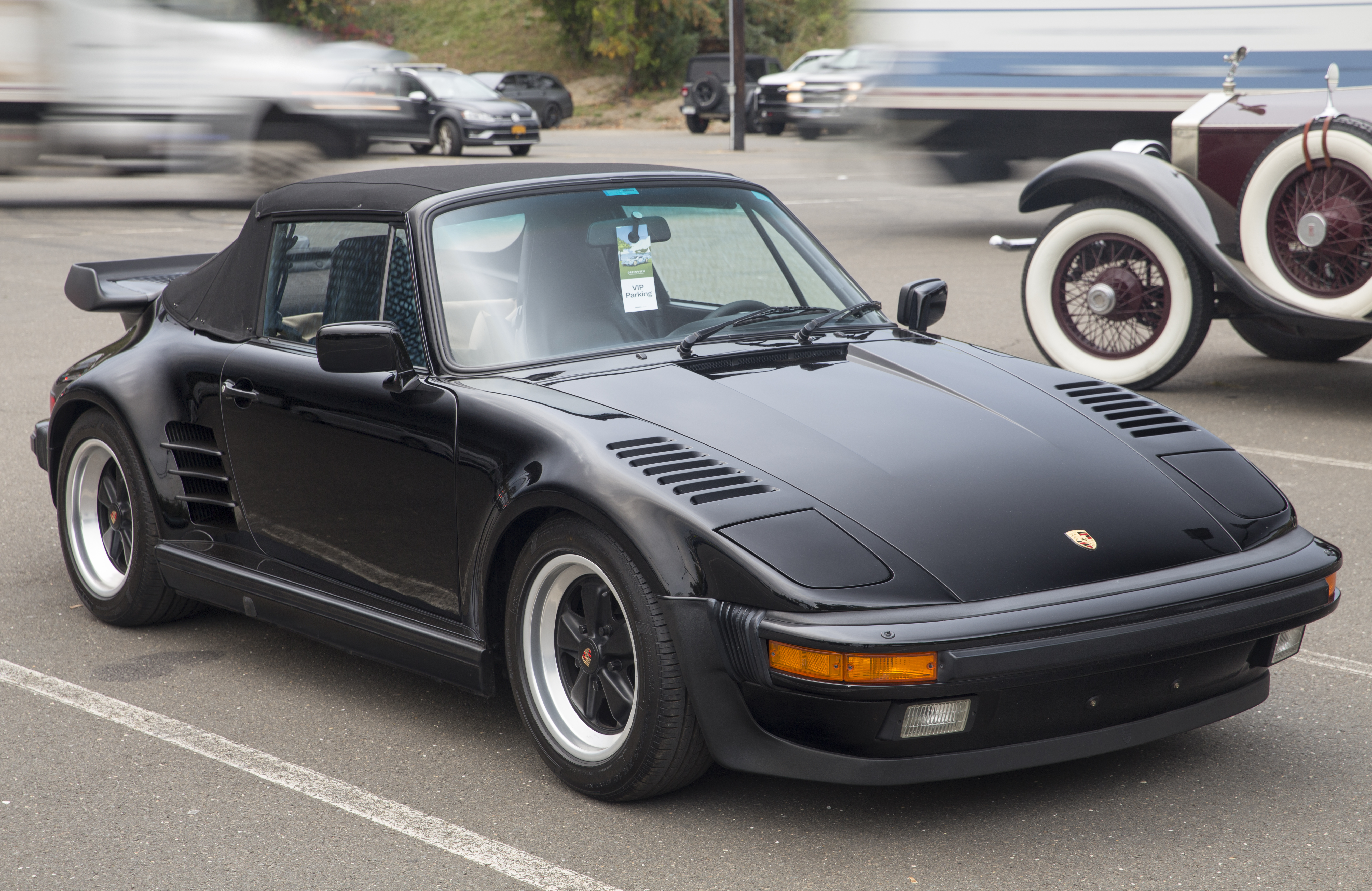
Porsche 911 Turbo (930) з розкладними фарами

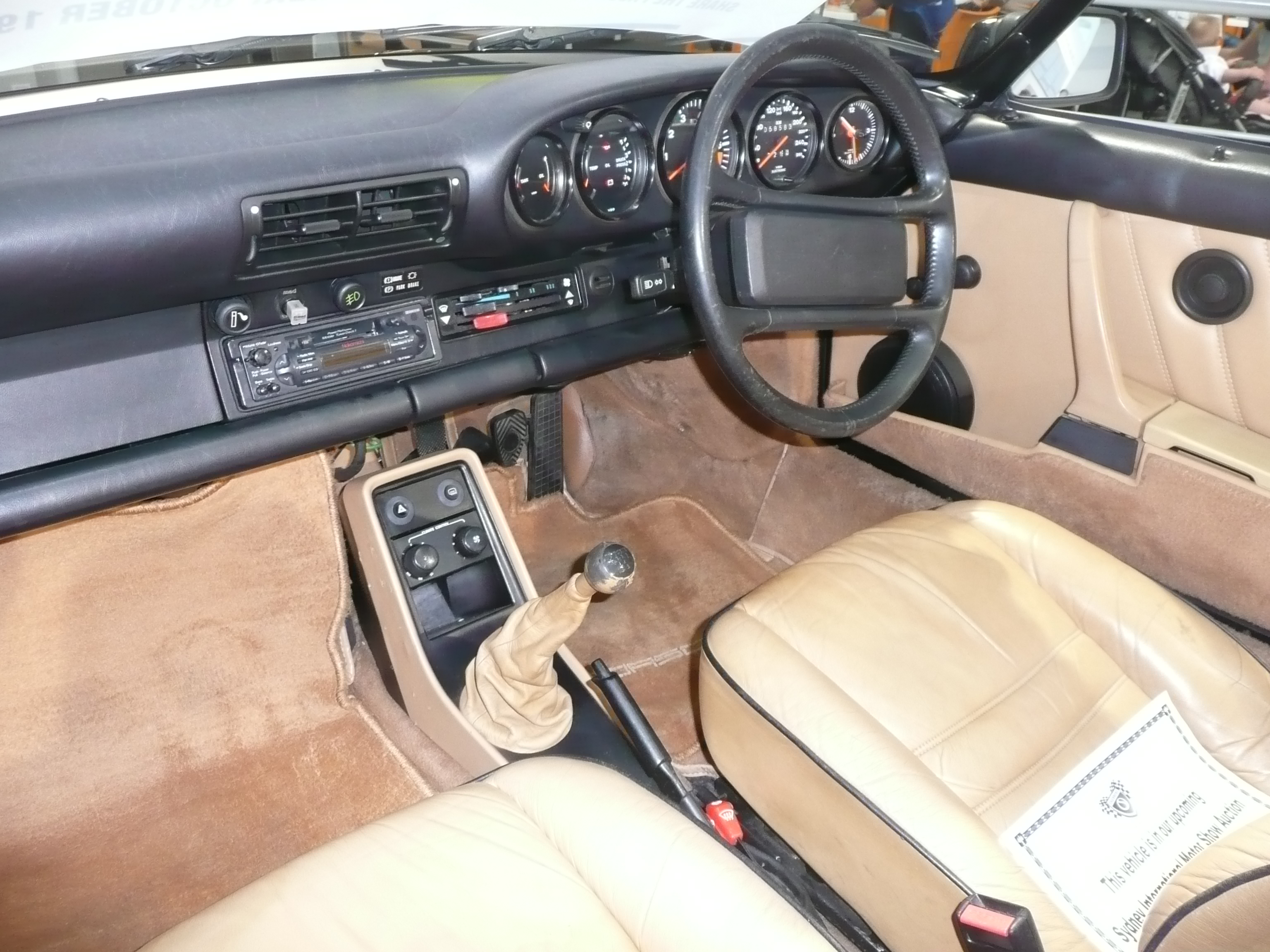

Кузов Porsche 911 від 1973 року став іншим. Зовнішній вигляд автомобіля осучаснили. Бампери позбулися відбійників старого зразка (іклів). Причому з цього року з'явився одвічний поділ на моделі turbo і не turbo. Той факт, що фірма однією з перших у світі зважилася серійно випускати автомобілі з двигуном, оснащеним турбонаддувом, виявився якісним стрибком у розвитку 911 моделі.
У жовтні 1974 року на Паризькому автосалоні представили модель Porsche 911 Turbo, яка отримала заводський індекс (930). У ролі головної рушійної сили встановили 3,0-літровий 6-ти циліндровий двигун, оснащений простим турбокомпресором. Завдяки цьому автомобіль мав запаморочливі технічні характеристики: 260 кінських сил при 5500 об/хв, прискорення від 0 до 100 км/год протягом 6 секунд, максимальну швидкість 250 км / год. Двигун працював в парі з 4-ступінчастою механічною коробкою передач.
З переходом на подібні потужності, став повністю логічним верхній спойлер-антикрило, що додатково притискає задню частину до дороги на високих швидкостях. Стандартний кузов 911 довелося дещо видозмінити: модель була настільки потужною, що позаду поставили ширшу гуму, а це спричинило за собою розширення задніх колісних арок. Зовнішній вигляд 911 Turbo став предметом особливої гордості. На всіх моделях Porsche стали встановлювати бампери під колір кузова з підпружиненою частиною, що дозволяло їм витримувати удар на невеликій швидкості. Ці ознаки не тільки відрізняють Porsche 911 Turbo, але й надають йому елегантну агресивність. Модель стала флагманом фірми і визначила розвиток Porsche на довгі роки вперед.
У 1978 році Porsche 911 Turbo отримав силовий агрегат типу «боксер» чотирициліндровий об'ємом 3,3 літра. Цей двигун розганяв автомобіль до 100 км/год за 5,4 секунди і розвивав максимальну швидкість 260 км/год. Подібний розгін дозволив цій моделі зайняти місце в лізі супермашин, поряд з найдорожчими — Lamborghini Countach, Ferrari 512BB, Aston Martin Vantage. Витрата палива — 12,5 л на 100 км. Розміщення двигуна — заднє, охолодження — повітряне, п'ятиступінчаста коробка передач, тип приводу — задній привід. Маса — 1335 кг. Серія в середньому існувала 1,5 роки. Тому до 1989 року дійшли до букви V. У січні 1985 року з'явилися так звані turbo-look. Вони виглядали в точності як turbo, при цьому мали атмосферні двигуни.
Можна дивуватися, але з 1963 року по 1989 рік фірма випускала по суті один і той же автомобіль. 25 років на конвеєрі. Така ось рекордна модель.

#### Двигуни
- 2.7 л Н6 150—210 к.с
- 3.0 л Н6 180—204 к.с. (Carrera 3.0/SC)
- 3.2 л Н6 207—231 к.с. (Carrera 3.2)
- 3.0 л turbo Н6 260 к.с. 343 Нм (911 Turbo 3.0 (930))
- 3.3 л turbo intercooled Н6 300—330 к.с. 430 Нм (911 Turbo 3.3 (930))

## Porsche 964/965 (1989—1993)

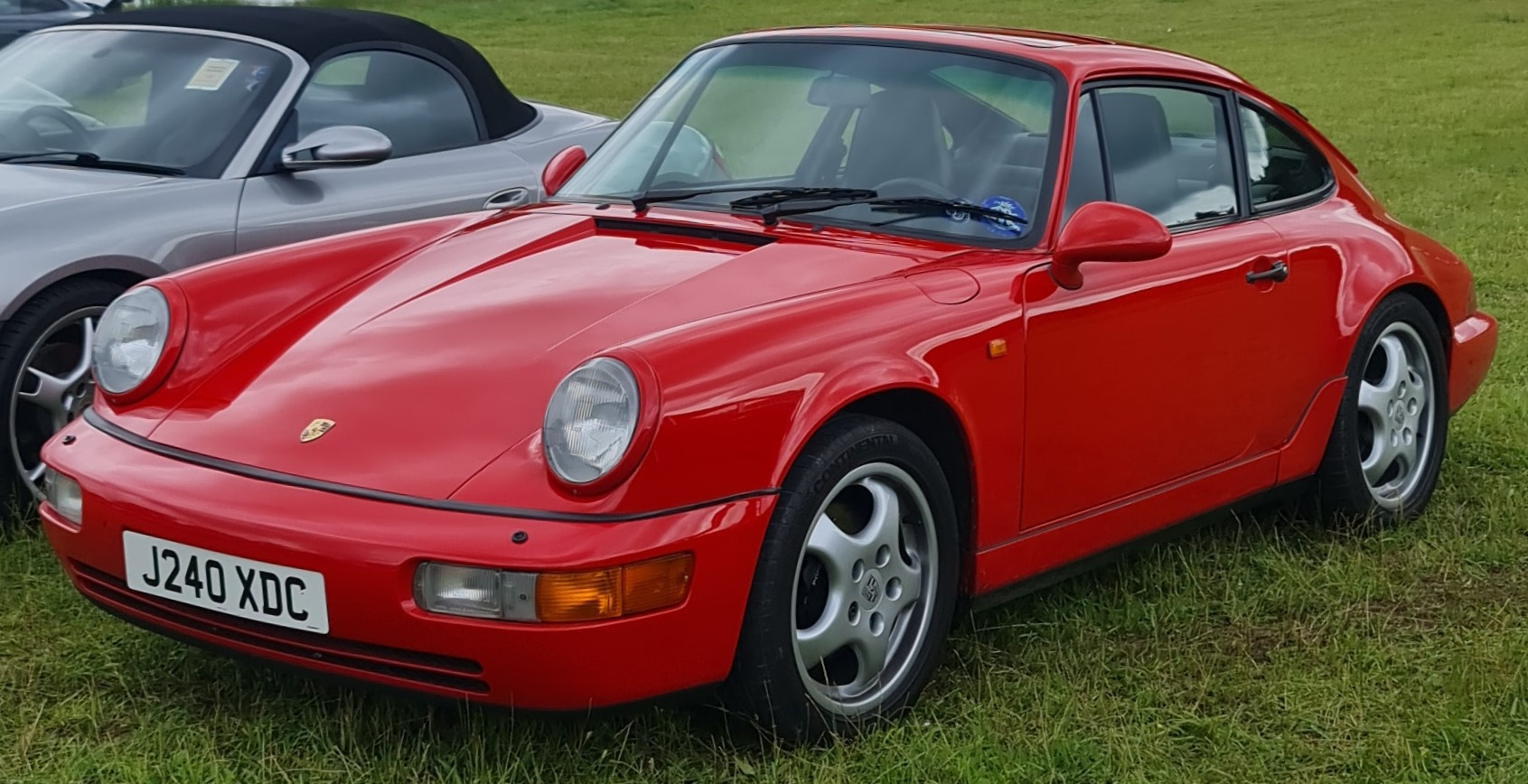
Porsche 911 II

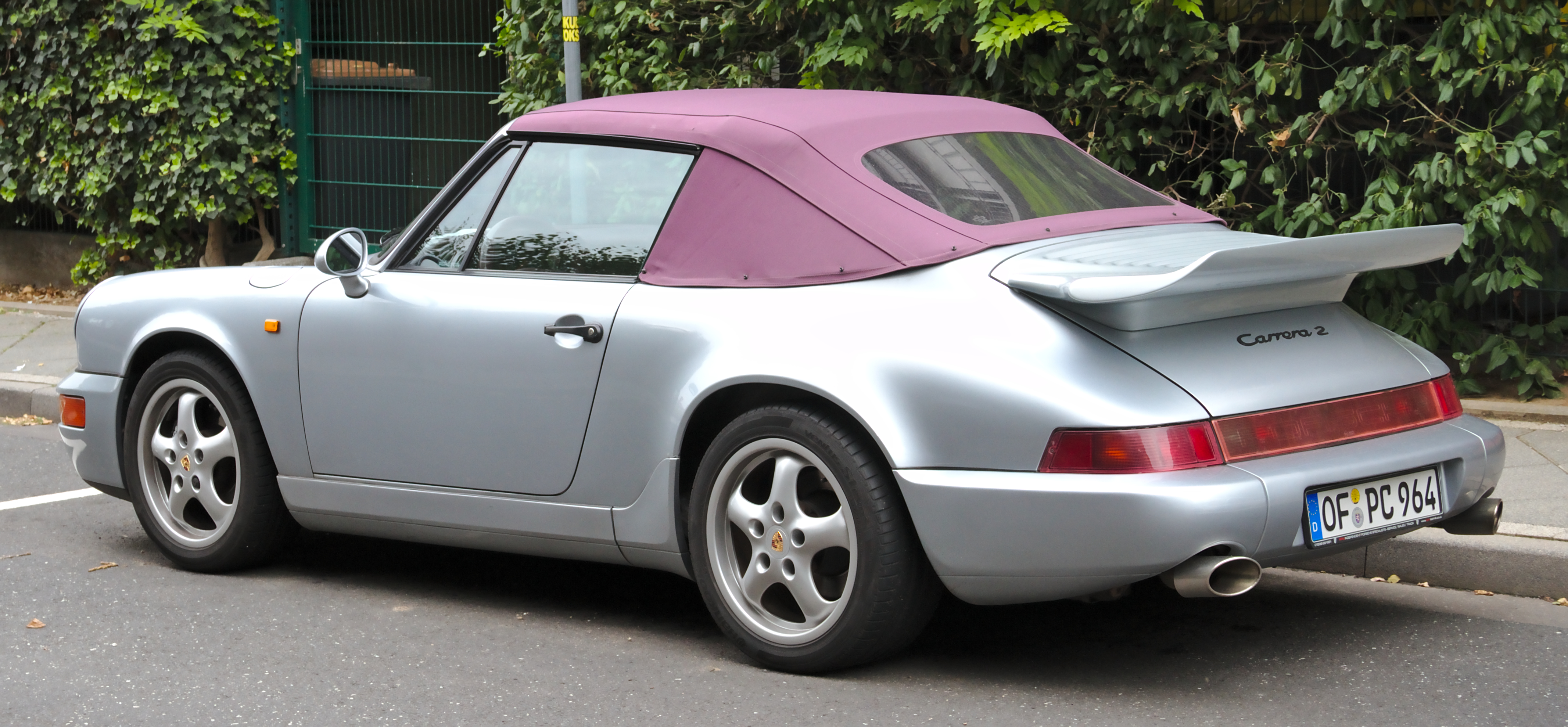

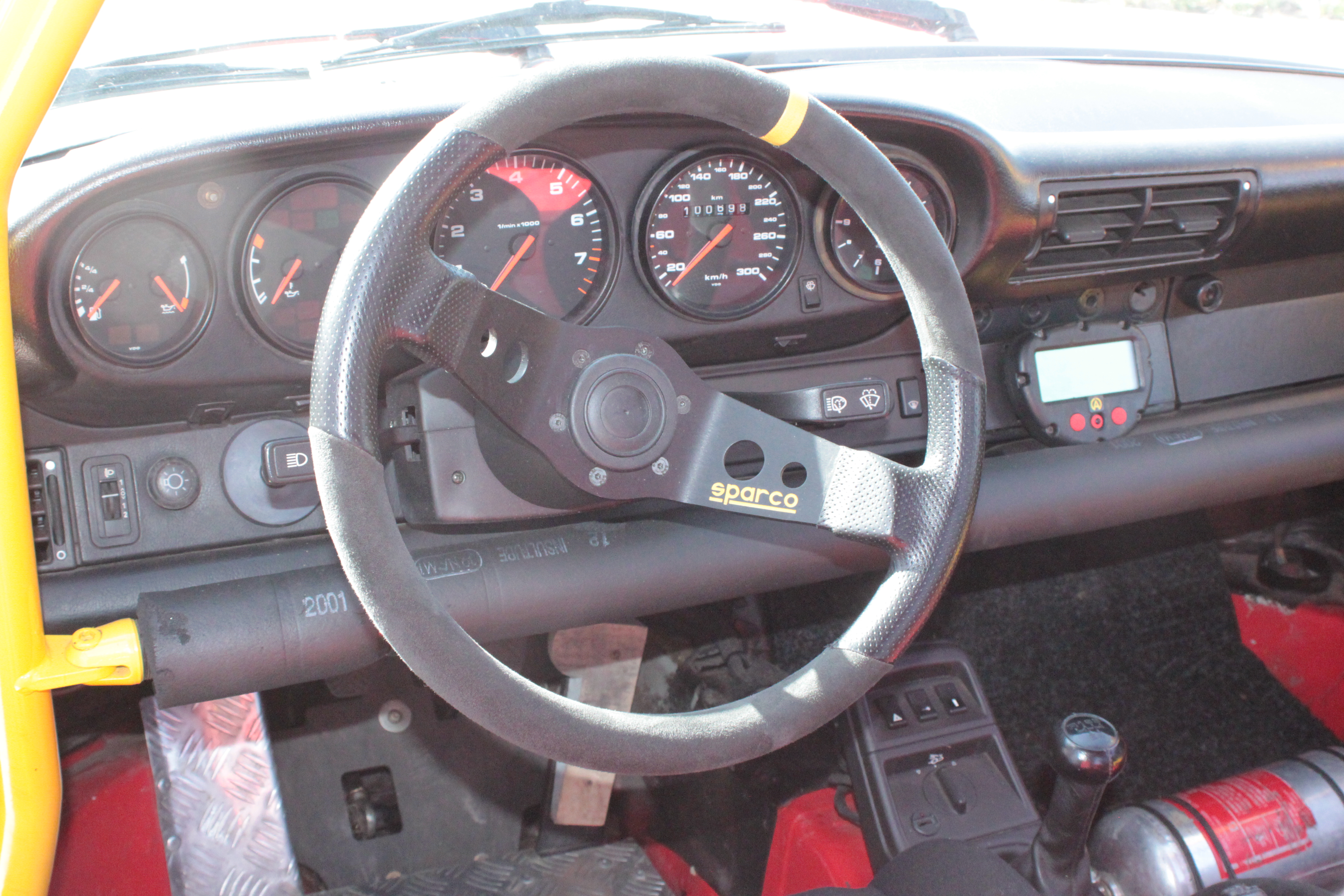

Якщо кузов базової моделі Porsche 911 наступного покоління стали позначати номером 964, то версія 911 Turbo, що дебютувала в 1991 році, отримала номер кузова 965.
Автомобіль з приставкою Turbo, як і раніше, був флагманом модельного ряду Porsche. Під капотом знаходився двигун, об'ємом 3,3 л і потужністю 330 к.с. Доповнювали картину класичний задній привід, поліпшені гальма і колісні 17-дюймові диски. З новою 5-ступінчастою коробкою передач і потужнішим двигуном версія Turbo стала набагато швидшою та динамічнішою. У 1993 році Porsche 911 Turbo отримав новий двигун об'ємом 3,6 літра з потужністю 360 к.с. У зовнішності тільки дві зміни: колісні диски на 18 дюймів і хромований напис «turbo 3.6» на задньому капоті (кришці моторного відсіку).

### Двигуни
- 3.3 л M30/69 turbo Н6 320—381 к.с.
- 3.6 л M64/01, 02, 03 Н6 250—260 к.с.
- 3.6 л M64/50 turbo Н6 360 к.с.
- 3.75 л M64/04 Н6 300 к.с. (3.8 RS/RSR)

## Porsche 993 (1991—1998)

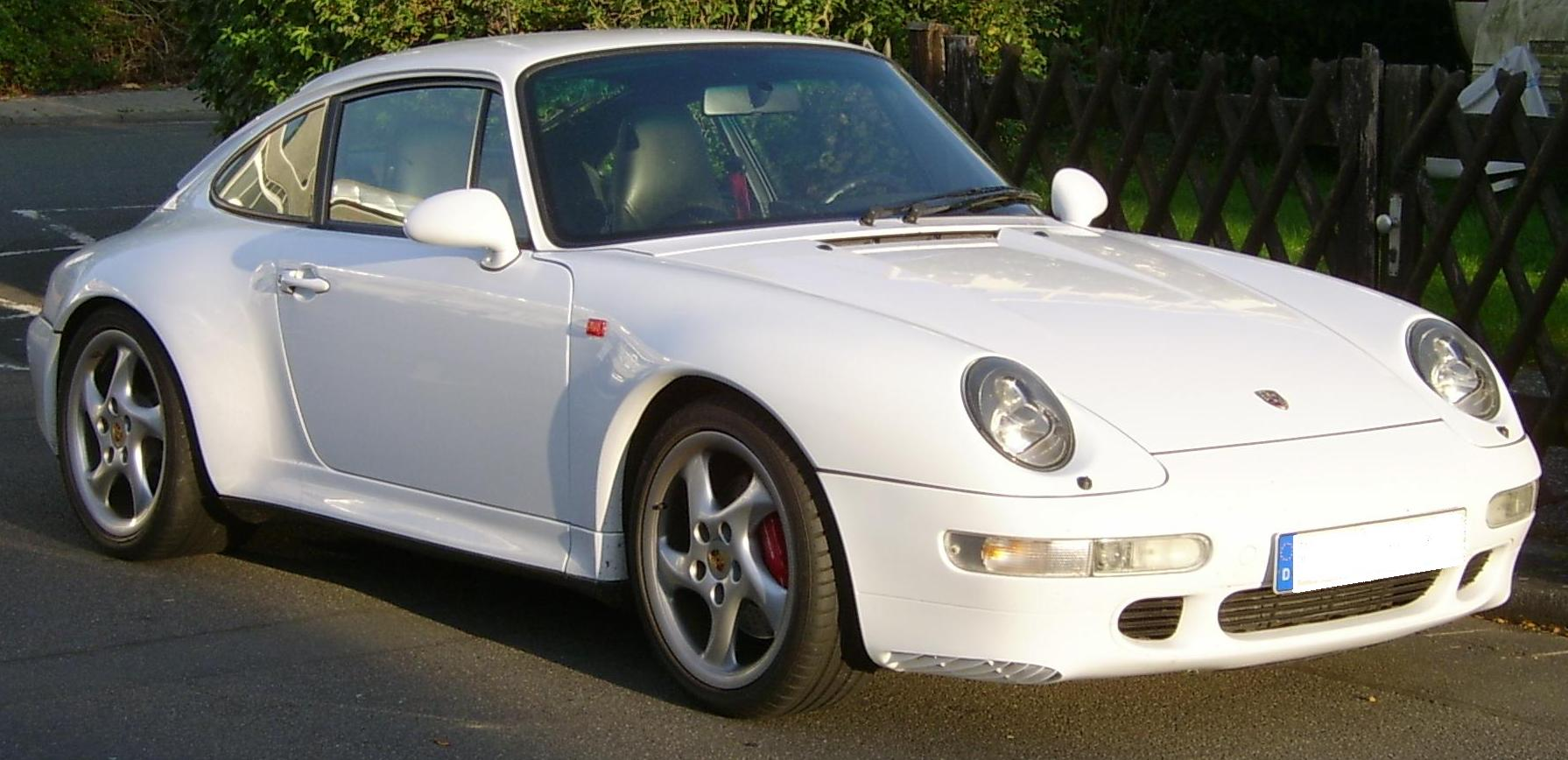
Porsche 911 III

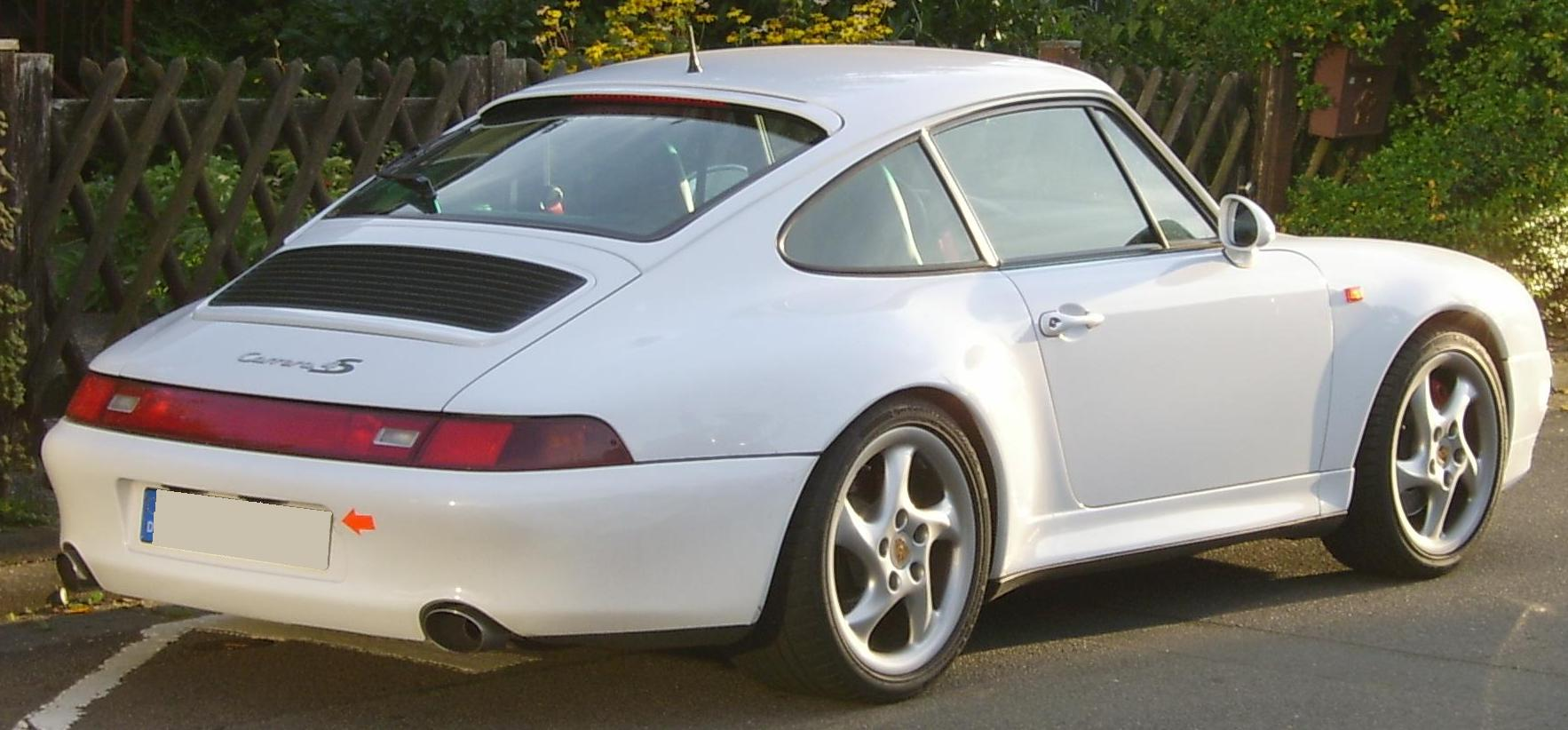
Porsche 911 III

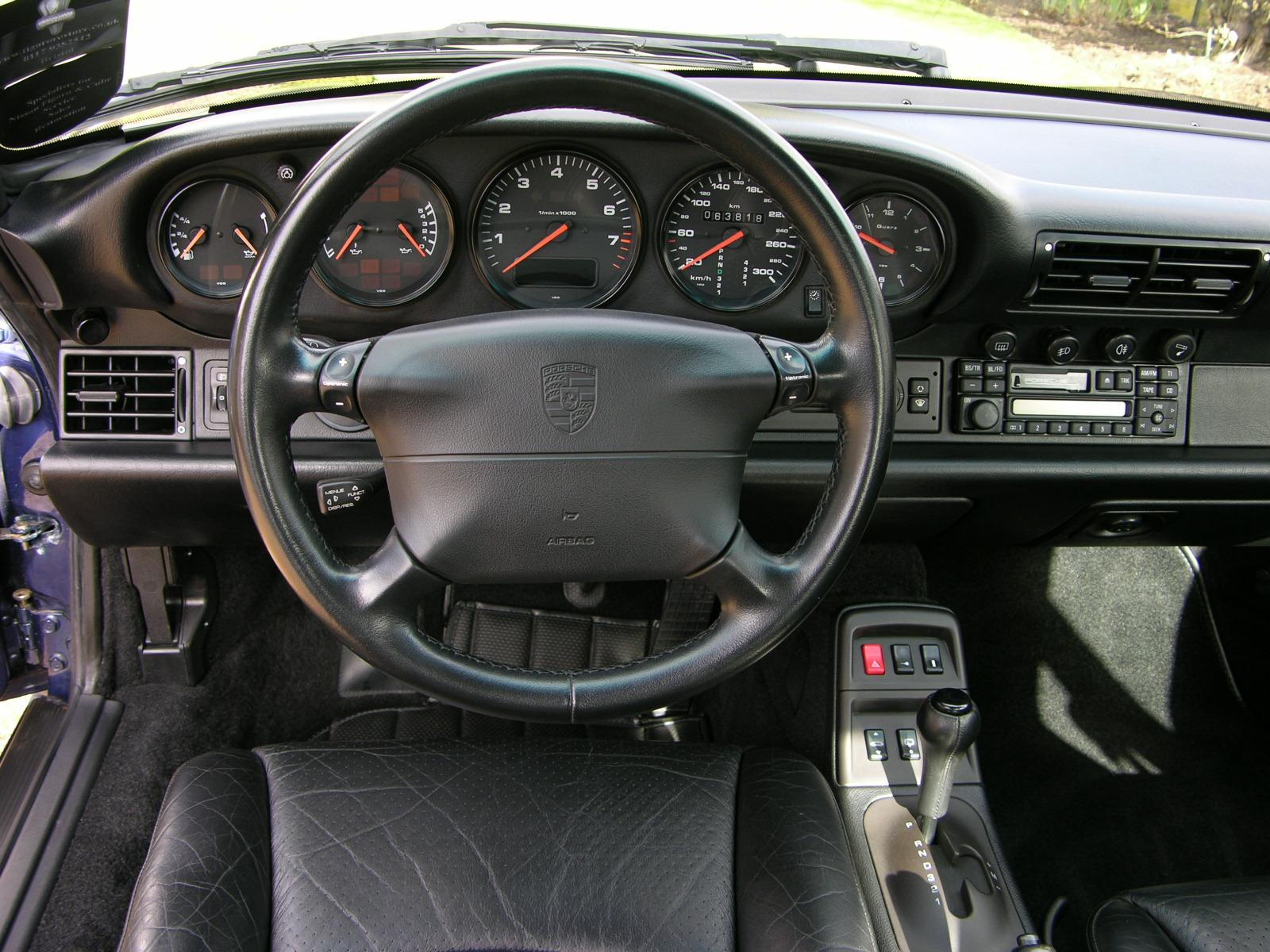

Через п'ять років після початку виробництва 964-го кузова компанія Porsche випустила нову модель (заводський індекс тип 993). Новий кузов був досконаліший з точки зору аеродинаміки. Двигун залишився той же — опозитник з повітряним охолодженням.
Темпи розвитку Porsche не зменшив, і буквально через рік світу була представлена модель Turbo, яка корінним чином змінилася. Цього разу 911 Turbo мала у своєму розпорядженні повний привід і божевільні 408 кінських сил.
У 1996 році з'явився оновлений Porsche 911 Targa (заводське позначення — 993). Він мав зовсім інший вигляд у порівнянні з попередником. З тих пір відмітною рисою Targa стали бічне вікно з гострим акцентованим кутом і зсувний скляний дах.

### Двигуни
- 3.6 л Н6 272—300 к.с.
- 3.6 л турбо Н6 408—450 к.с.
- 3.8 л Н6 300 к.с.

## Porsche 996 (1998—2006)

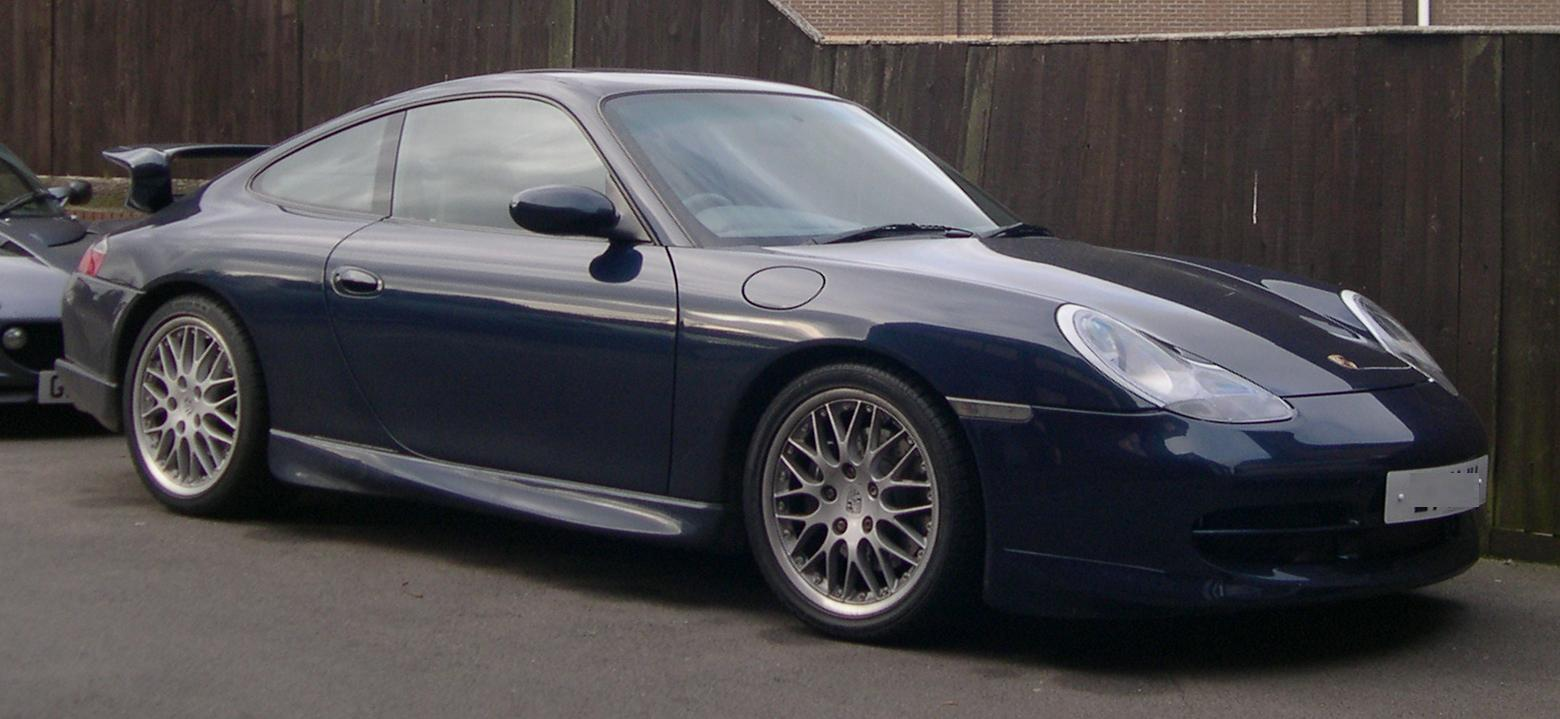
Porsche 911 IV (1998—2002)

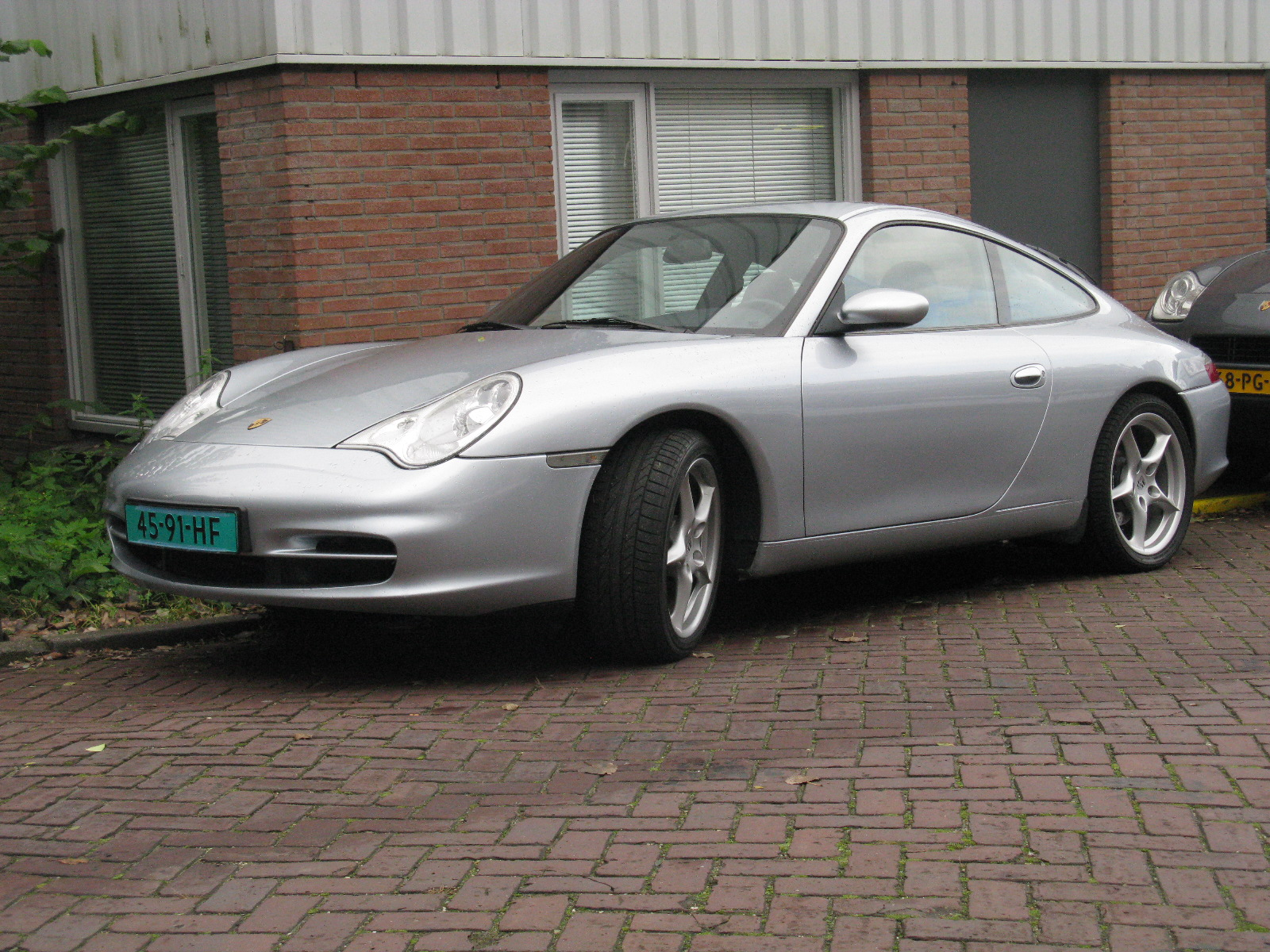
Porsche 911 IV (2002—2004)

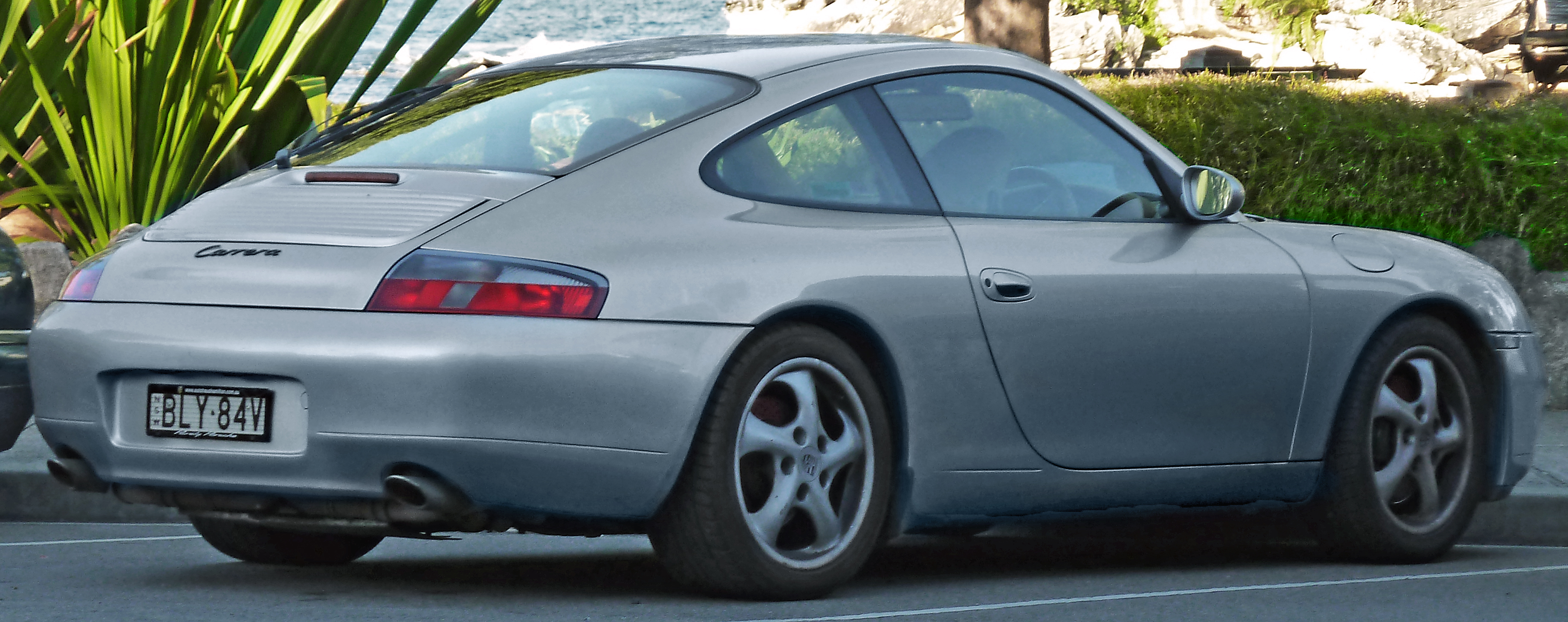
Porsche 911 IV (1998—2002)

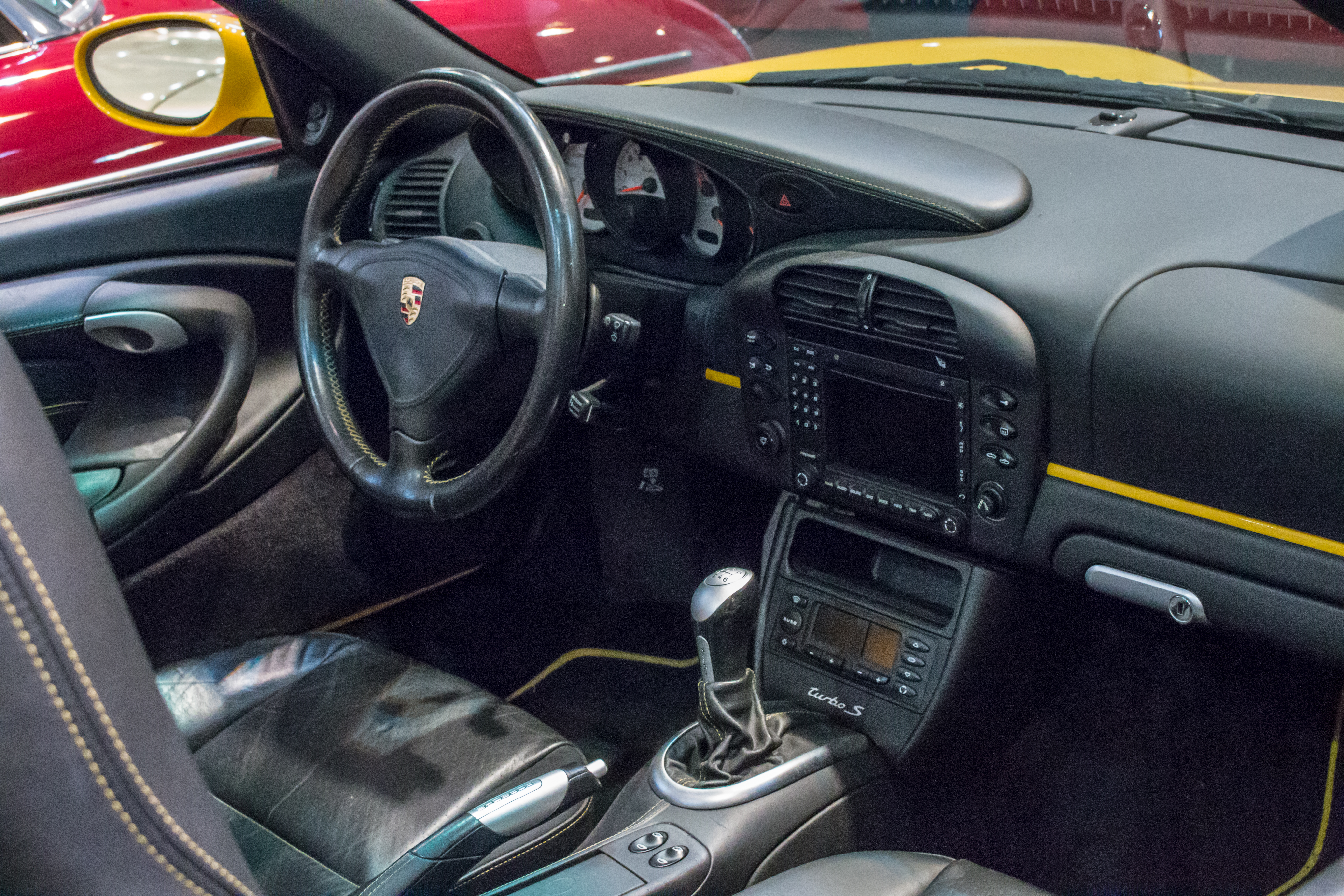

П'яте покоління з кузовом 996 дебютувало в 1998 році. Абсолютно нова модель — вперше за всю історію 911. Від старого купе залишилася лише компонувальна схема з посадковою формулою 2+2 і розташування опозитного двигуна за задньою віссю. Вперше збільшили колісну базу на 100 мм. Кузов отримав нові обриси. Автомобіль позбавили класичних фар у вигляді жаб'ячих очей. Під капотом — двигун з повністю водяним охолодженням і багатоклапанним розподільним механізмом в серійному виконанні. Салон став зовсім іншим. Натуральні оздоблювальні матеріали дедалі більше поступаються місцем композиту і штучній шкірі. Porsche 911 втратив частину харизми, але продовжував завойовувати ринок.
У 2000 році, на порозі 21 століття Porsche випустило в світ 911 Turbo (996) з двигуном водяного охолодження і потужністю в 420 кінських сил.

### Двигуни
- 3.4 л Н6 300—320 к.с.
- 3.6 л Н6 320—381 к.с.
- 3.6 л турбо Н6 420—483 к.с.

## Porsche 997 (2004—2012)

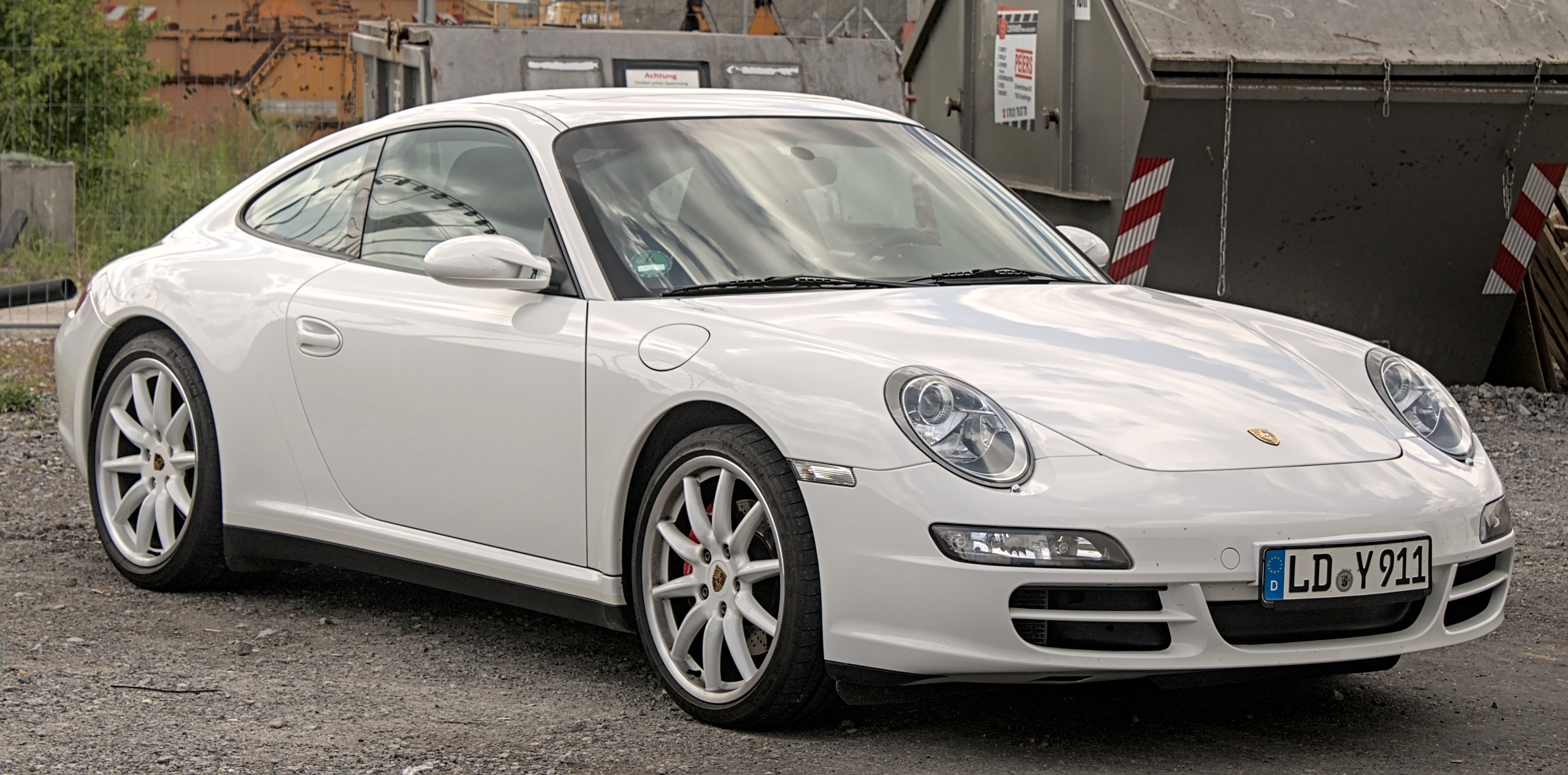
Porsche 911 V

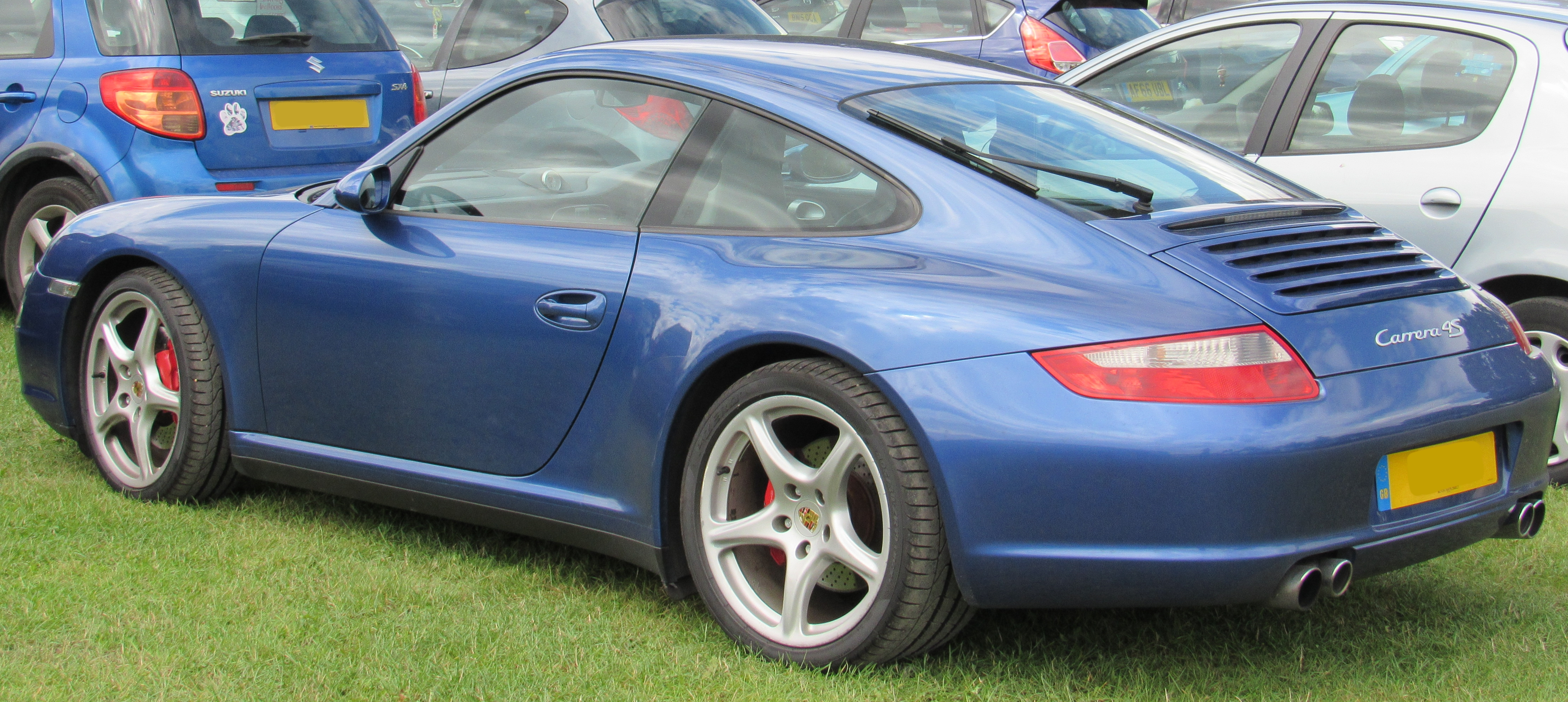

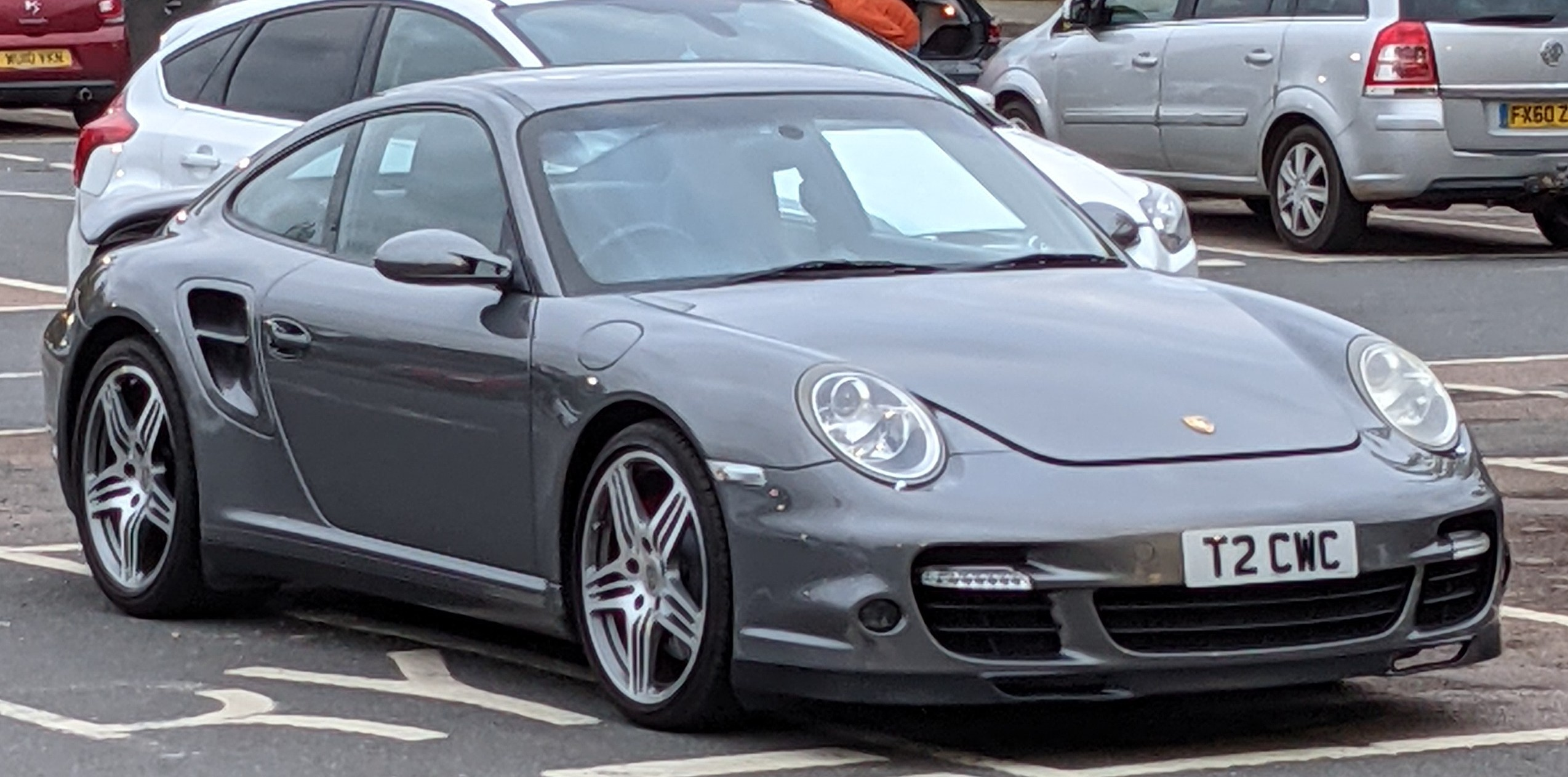
Porsche 911 Turbo

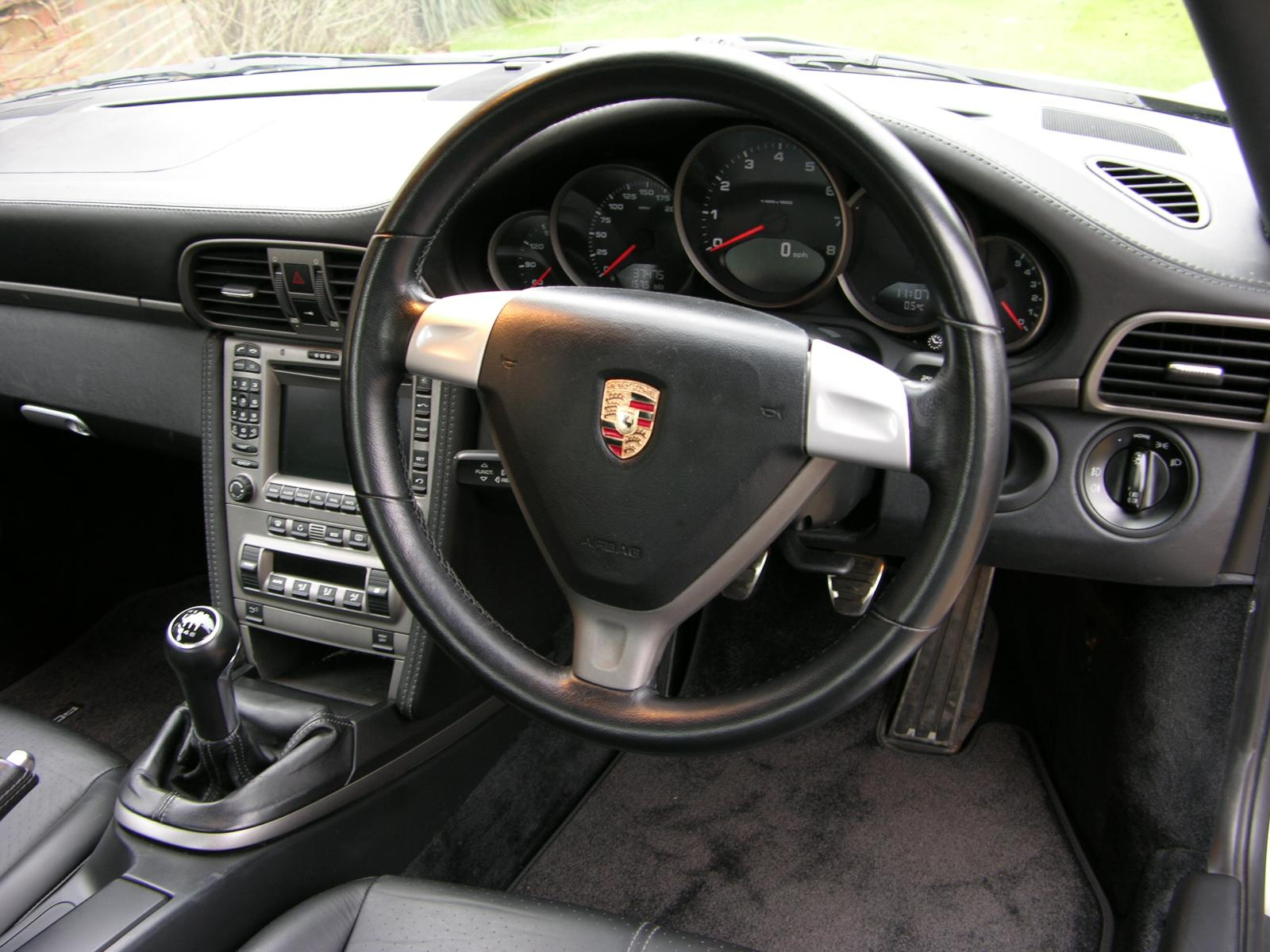

Нове, шосте за рахунком, покоління легендарної моделі 911 (тип 997) дебютувало на європейському ринку в липні 2004 року. Модель відрізняють класичні для серії 911 круглі фари, нові бампери і розширена на 30 мм задня колія, але в цілому стайлінг 997 можна охарактеризувати як еволюційний.
Porsche 911 Turbo (тип 997) — найшвидша і найдосконаліша модель. Завдяки двом турбінам, шестициліндровий горизонтально-опозитний двигун з чотирма клапанами на циліндр має збільшену до 480 к.с. потужність, а максимальна швидкість сягає 310 км / год. Як і його попередники, автомобіль оснащено повним приводом. Тепер у стандартній комплектації ця модель оснащена практично всіма мислимими і немислимими опціями, що пропонує на сьогоднішній день Porsche.
4 листопада 2006 відбулася довгоочікувана і дуже значуща подія в історії Porsche — всесвітній початок продажів автомобіля «Porsche 911 Targa» у новому, дев'ятсот дев'яносто сьомому кузові. Targa — абсолютно унікальна концепція 911-го модельного ряду. Візуально у вигляді Targa домінує скляна поверхня, що починається з лобового скла та закінчується заднім склом, котре підіймається. Штуттгартці непогано попрацювали над механізмом даху. Нове двошарове скло дозволило зробити панель на 1,9 кг легшою. А нова система напрямних і шумозахисних екранів знизила турбулентність в салоні при високих швидкостях. По команді водія два електромотори всього за сім секунд і на будь-якій швидкості зрушують дах під заднє скло і відкривають над головою 0,45 м ² неба. Нове покоління від попередниці Targa 996 відрізняється не сильно — ті ж стійки даху, підйомне заднє скло з склоочисником. Але вперше за свою історію Targa з'явилася в повноприводному виконанні. Причому в двох варіантах — Targa 4 і Targa 4S. Targa-4 оснащується 3,6-літровим опозитним двигуном потужністю 325 к.с., який розганяє машину від 0 до 100 км/год за 5,3 секунди і дозволяє розвинути швидкість до 280 км/год. У потужнішої S-версії (Targa-4S) використовується 3,8-літровий двигун потужністю 355 к.с. Розганяючись до 100 км/год за 4,9 секунди, Targa 4S може рухатися з граничною швидкістю — 288 км/год, що відповідає можливостям справжнього спорткара. Двигуни, коробки передач і повноприводна трансмісія з вискомуфтою в приводі передніх коліс залишилися такими ж, як на закритих Carrera 4 та 4S. Як і повнопривідні купе, нова Targa має ширші (на 44 мм), у порівнянні з задньопривідним версіями, задні крила. Втім, у Targa є ще одне достоїнство: якщо скласти задні крісла, то вийде додатковий багажний об'єм на 230 л. А дістатися до нього можна за допомогою підйомного скла, яке має сервопривід з управлінням з салону або з брилка.
При розробці 911-ї шостого покоління інженери, як і раніше керувалися незмінним принципом: створити безкомпромісний автомобіль, який об'єднав би в собі видатні ходові якості і при цьому володів фантастичним комфортом.

### Двигуни
- 3.6 л Н6 325—415 к.с.
- 3.6 л TT Н6 480—530 к.с.
- 3.8 л Н6 355—450 к.с.
- 3.8 л TT Н6 500—620 к.с.
- 4.0 л Н6 500 к.с.

## Porsche 991 (2011—2019)

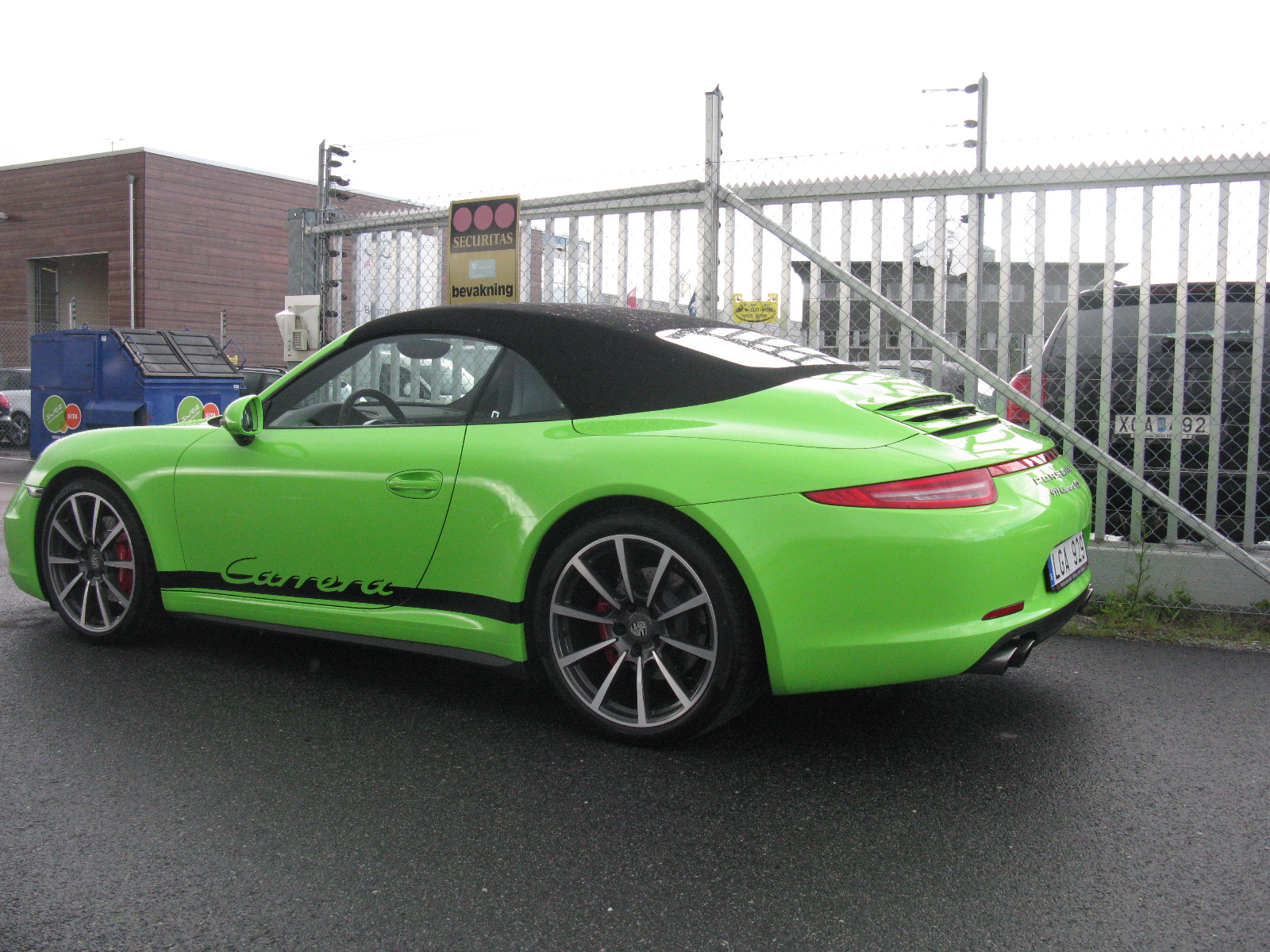
Porsche 911 VII кабріолет

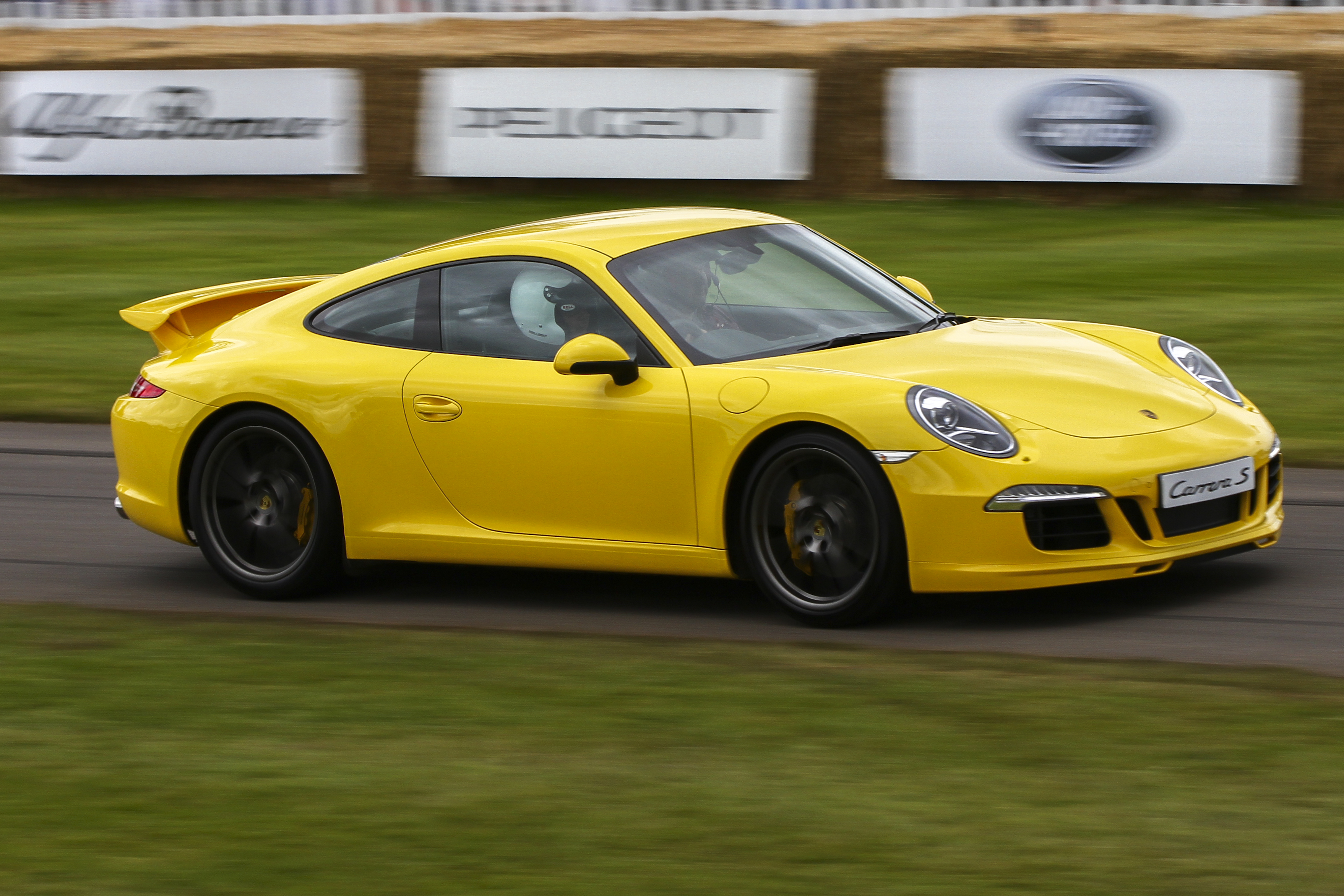
Porsche 911 VII Carrera S

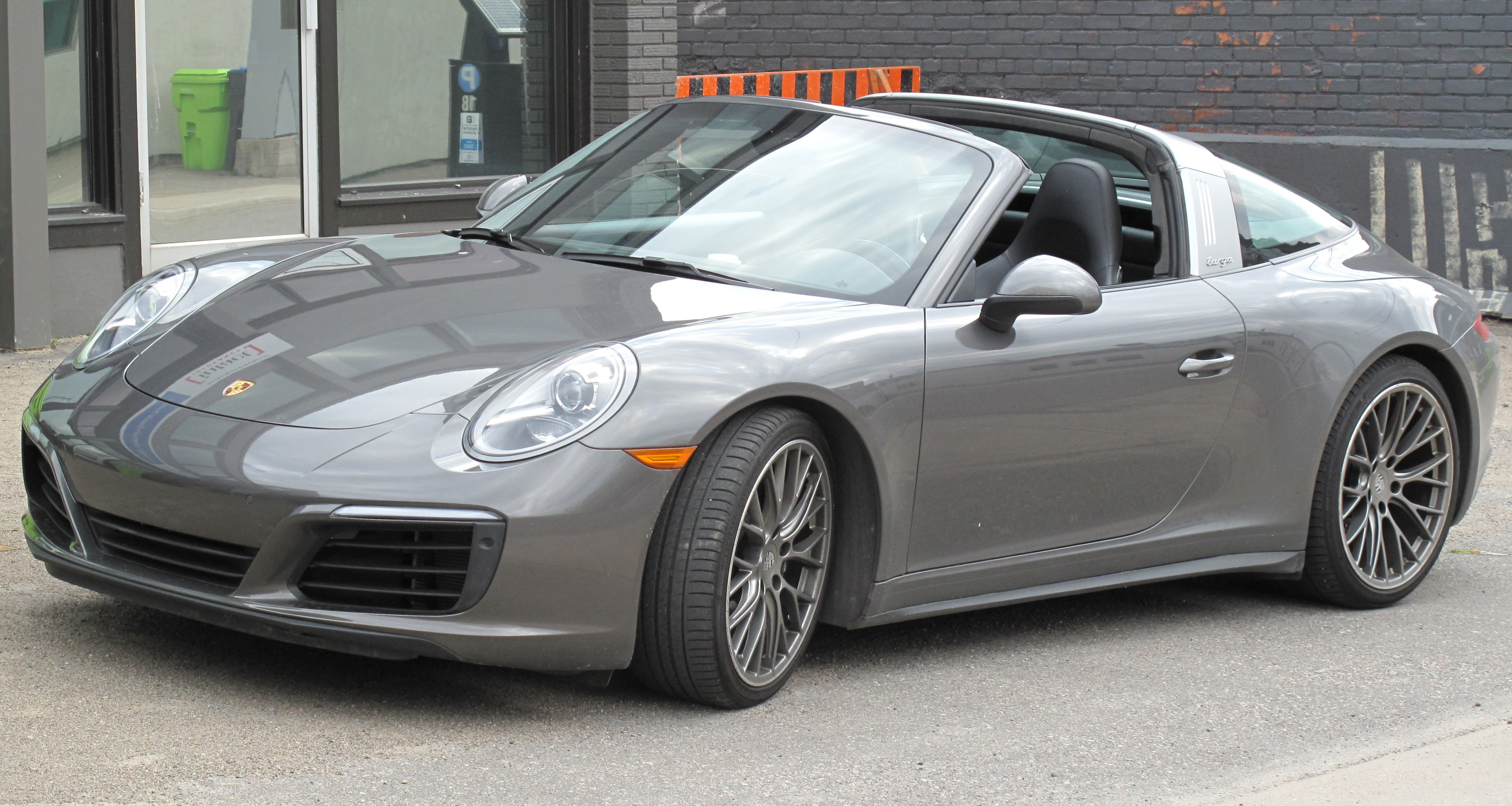
Porsche 911 Targa 4

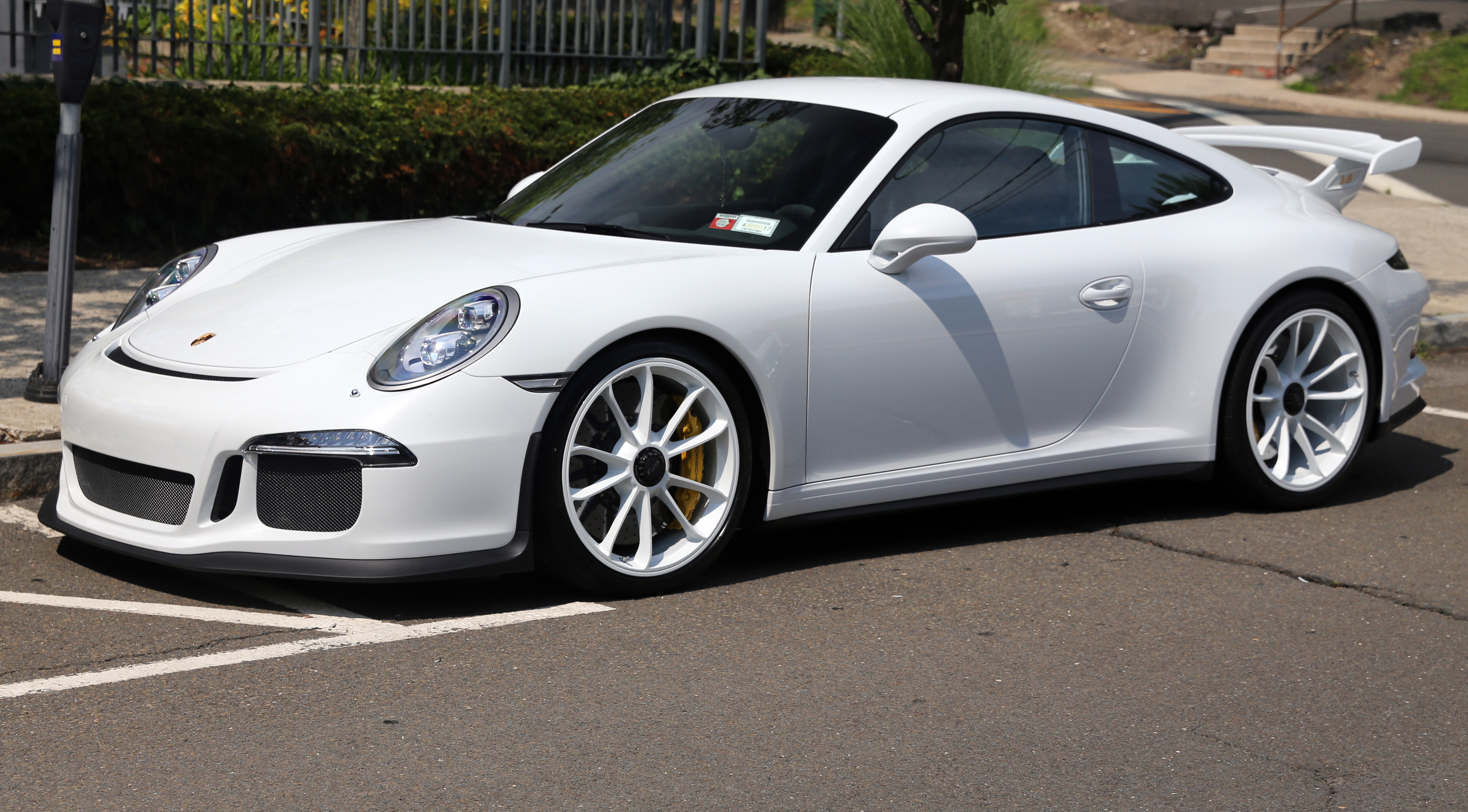
Porsche 911 GT3

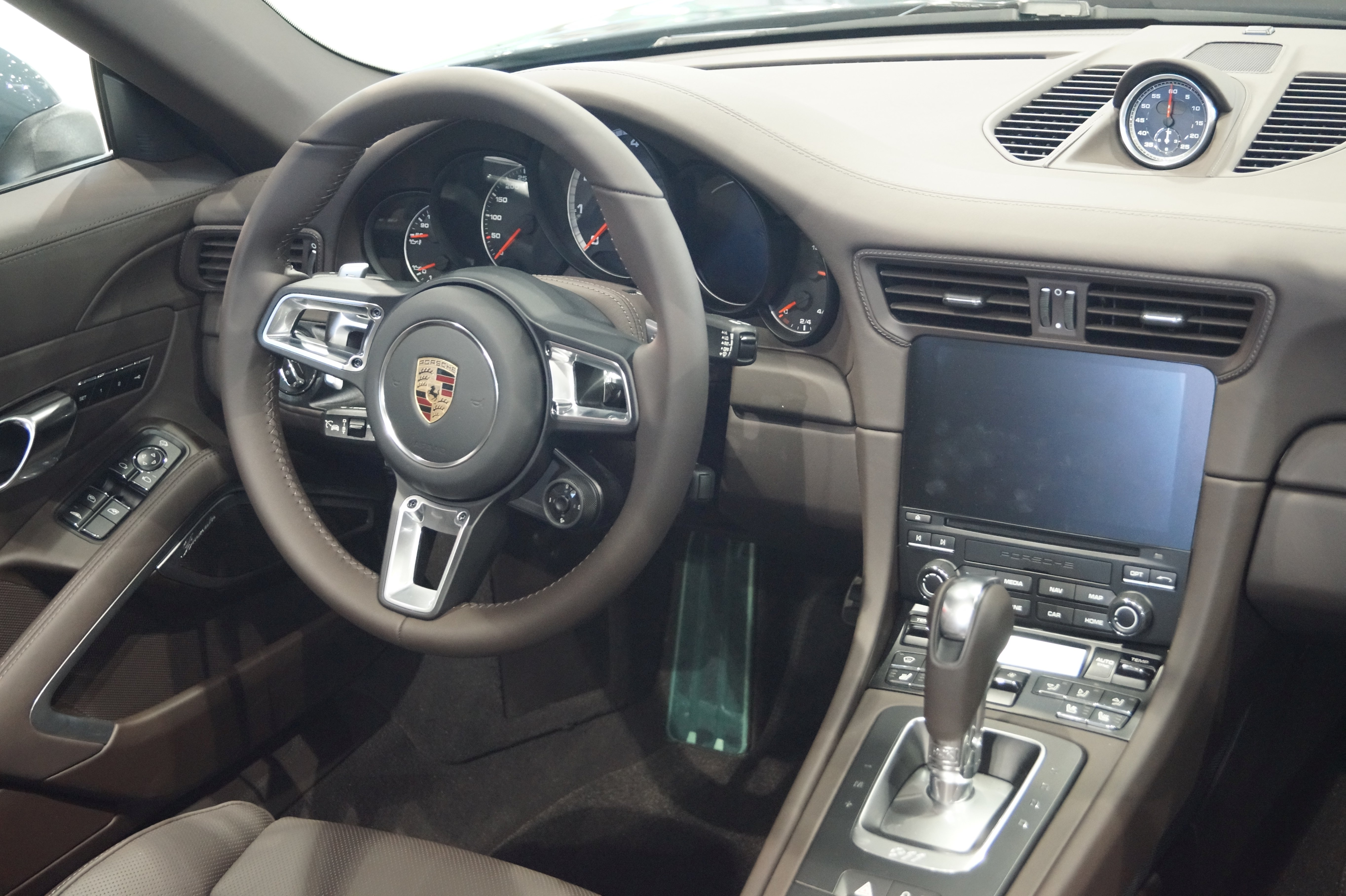

Porsche 991 є сьомим поколінням від моделі 911. Автомобіль представили на Франкфуртському автосалоні 2011 року спочатку тільки як купе в двох різних версіях 911 Carrera з двигуном 3,4 л, потужністю 350 к.с., крутним моментом 390 Нм і 911 Carrera S з двигуном 3,8 л, потужністю 400 к.с., крутним моментом 440 Нм.
З початку 2012 року, спортивний автомобіль доступний також у версії кабріолет з тими ж силовими агрегатами, що й купе.
В березні 2013 року на Женевському автосалоні представлено новий Porsche 911 GT3, який розроблений на основі 911 Carrera S і комплектується атмосферною опозитною шісткою об'ємом 3,8 л, потужністю 475 к.с. і крутним моментом 440 Нм. Розгін від 0 до 100 км/год триває 3,5 с, а максимальна швидкість дорівнює 315 км/год.
3 травня 2013 року на Пушкінській набережній в Москві (Росія) представлено новий Porsche 911 Turbo з двигуном 3,8 л з турбонадувом потужністю 520 к.с., розгін від 0 до 100 км/год становить 3,2 с, модель Turbo S з двигуном 3,8 л і з турбонадувом розвиває потужність 560 к.с., розгін від 0 до 100 км/год становить 3,1 с, а максимальна швидкість становить 318 км/год.
У 2016 році з'явились ще дві комплектації: 911 Targa GTS та 911 GT3 RS.
У 2018 році, відзначаючи власне 70-річчя, Porsche представила концептуальний 911 Speedster, який розпалив цікавість публіки. У квітні 2019 року ця машина стала серійною. Porsche 911 Speedster обмежений 1948 екземплярами. Новий 911 Speedster оснащений 4-літровою опозитною безнаддувною «шісткою», що видає 502 к.с. До сотні розганяється за 3,8 секунди.

### Двигуни
- 3.0 л twin-turbo Н6 370—450 к.с.
- 3.4 л Н6 360 к.с.
- 3.8 л Н6 400—475 к.с.
- 3.8 л twin-turbo Н6 520—700 к.с.
- 4.0 л Н6 500—520 к.с.

## Porsche 992 (2018—наш час)

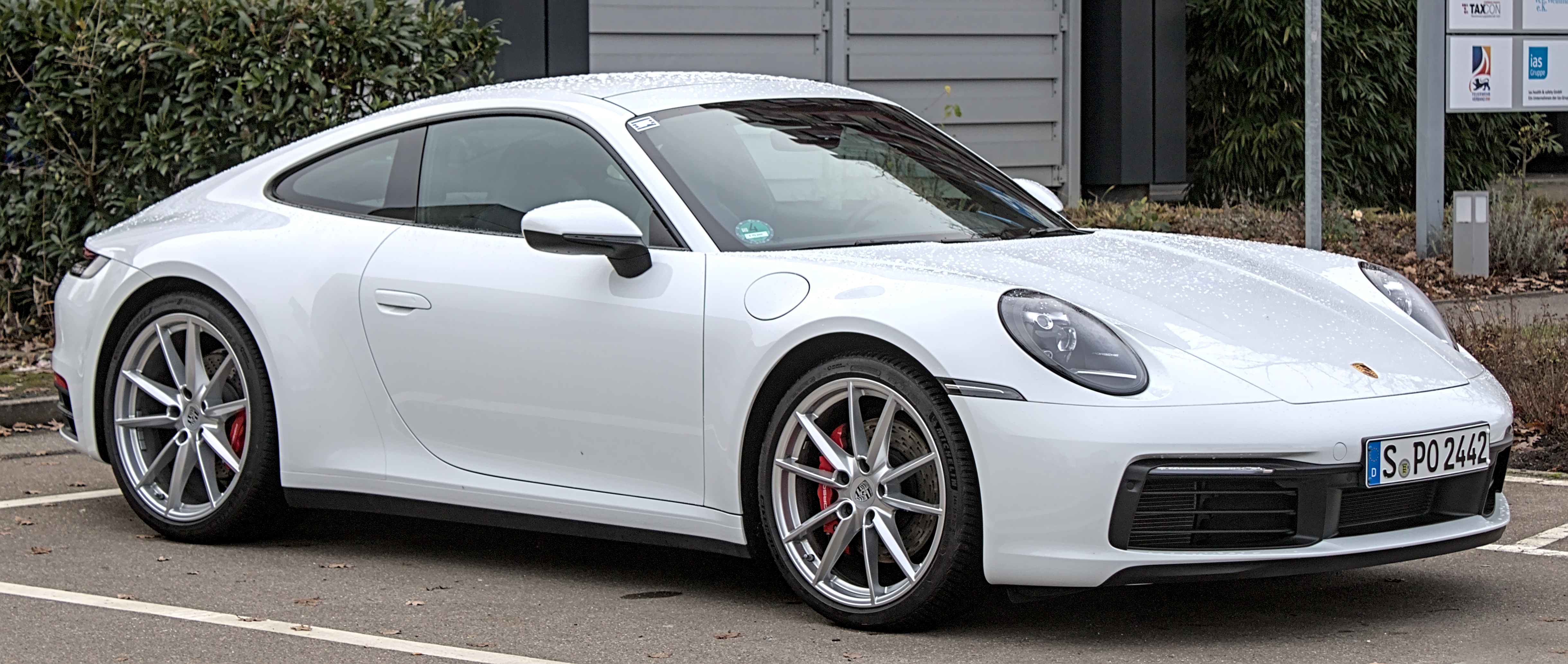
Porsche 992 Carrera S

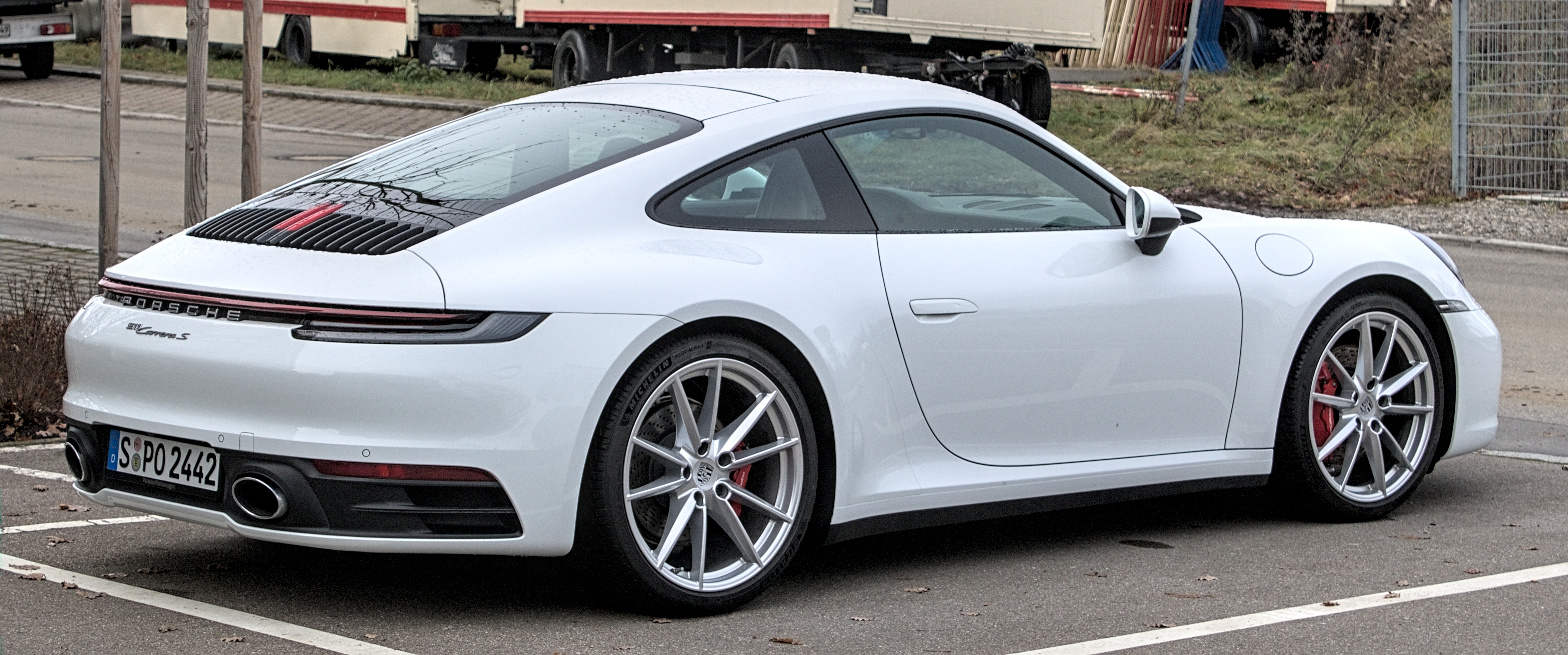
Porsche 992 Carrera S

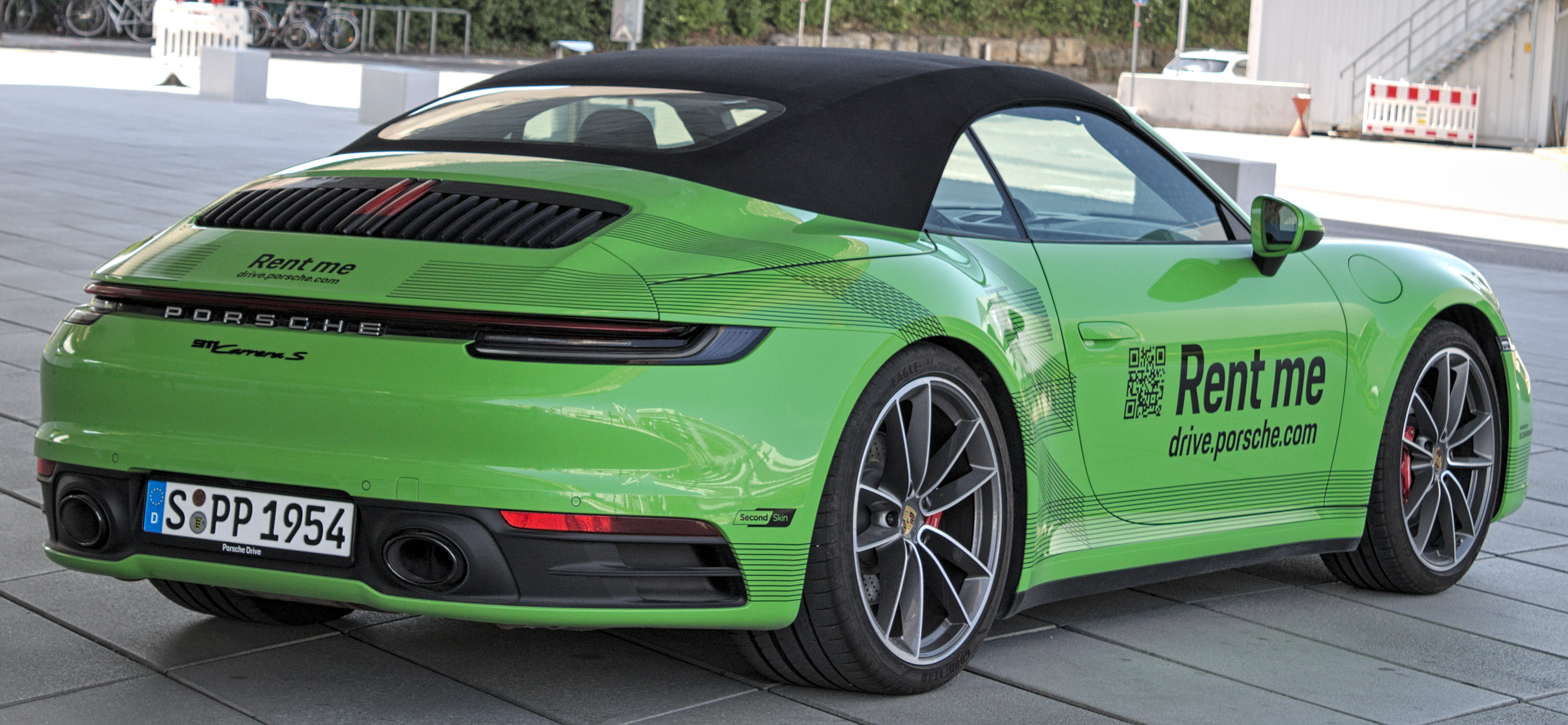
Porsche 992 Carrera convertibl

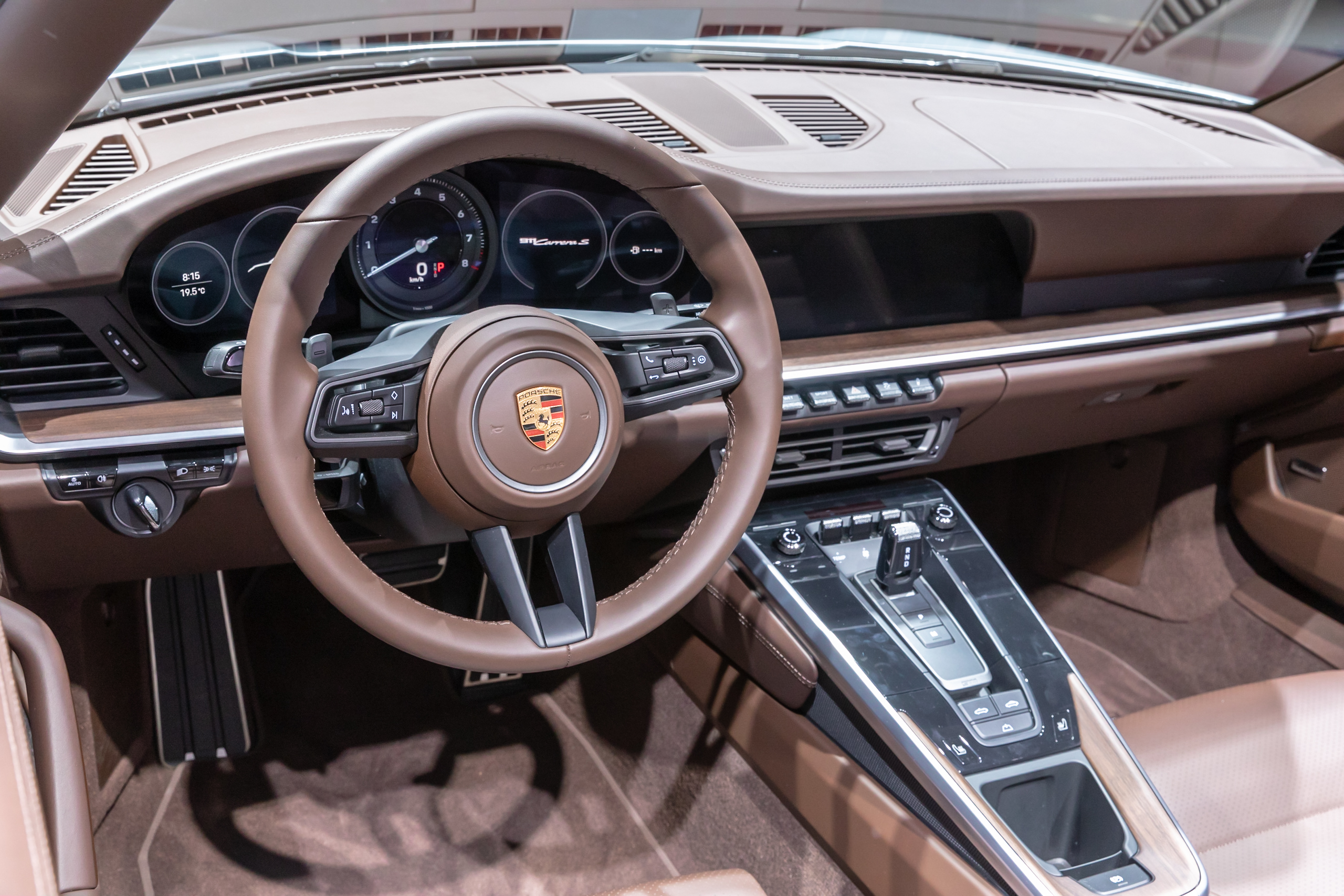
Porsche 992 Carrera 4S

Porsche 992 - восьме покоління Porsche 911, яке було представлено 28 листопада 2018 року на автосалоні в Лос-Анджелесі. Перші поставки оголошені на лютий 2019 року.
992 Cabriolet представив Porsche 9 січня 2019 року.
У 2021 році Porsche повернув в модельний ряд 911 в кузові Targa. Новинка представлена в комплектаціях Carrera 4 та 4S.

### Двигуни
- 3.0 л EA9A2 bi-turbo Н6 385 к.с. 450 Нм (Carrera)
- 3.0 л EA9A2 bi-turbo Н6 450 к.с. 530 Нм (Carrera S)
- 3.0 л EA9A2 bi-turbo Н6 480 к.с. 570 Нм (Carrera GTS)
- 3.8 л EA9A2 bi-turbo Н6 580 к.с. 750 Нм (Turbo)
- 3.8 л EA9A2 bi-turbo Н6 650 к.с. 800 Нм (Turbo S)
- 4.0 л EA9A2 Н6 510 к.с. 470 Нм (GT3)
- 4.0 л EA9A2 Н6 525 к.с. 465 Нм (GT3 RS)

## Виробництво і продаж
| Модельний рік | Реалізовано (Авто) | Вироблено (Авто) |
| ------------- | ------------------ | ---------------- |
| 1994/1995     | 17.407             | 17.293           |
| 1995/1996     | 19.096             | 20.132           |
| 1996/1997     | 16.507             | 16.488           |
| 1997/1998     | 17.869             | 19.120           |
| 1998/1999     | 23.090             | 23.056           |
| 1999/2000     | 23.050             | 22.950           |
| 2000/2001     | 26.721             | 27.325           |
| 2001/2002     | 32.337             | 33.061           |
| 2002/2003     | 27.789             | 29.564           |
| 2003/2004     | 23.704             | 26.650           |
| 2004/2005     | 27.826             | 28.619           |
| 2005/2006     | 34.386             | 36.504           |
| 2006/2007     | 37.415             | 38.959           |
| 2007/2008     | 31.423             | 34.303           |
| 2008/2009     | 27.070             | 27.776           |